# Hounds of Love (альбом)
Hounds of Love (с англ. — «Гончие любви») — пятый студийный альбом британской певицы и композитора Кейт Буш (род. 1958), выпущенный 16 сентября 1985 года лейблом EMI Records. Записанная в течение 1983—1985 годов пластинка стала второй в дискографии певицы, которую она спродюсировала самостоятельно. Звукозапись альбома по большей части проходила в Ист-Уикем-Фарм — домашней студии певицы, оборудованной в старом сарае напротив дома родителей Буш в лондонском районе Уэллинг, а также в Ирландии и лондонской студии «Эбби-Роуд». Исполнительница применяла при создании песен и их продюсировании новейшие достижения звукозаписи 1980-х годов — синтезатор Fairlight CMI, драм-машины и семплирование, сочетая их с традиционной записью акустических и электрических инструментов.
Альбом был тематически разделён на две части. Первую составили более жизнерадостные песни, исполненные в стиле, приближённом к популярной музыке. Вторая часть, состоявшая из семи композиций, была объединена в песенную сюиту под названием «Девятый вал», отсылавшим к одноимённому художественному образу, и представляла собой концептуальный альбом, рассказывавший историю девушки, выброшенной в открытое море за борт корабля, предпринимавшей попытки сохранить своё «я» бодрствующим, дав волю воображению. На пластинке певица затрагивала разнообразные темы. Песни первой половины были написаны под влиянием фильмов ужасов, автобиографической литературы, воспоминаний о детстве и домашних животных, размышлений о взаимоотношении полов и материнстве. Важное место в смысловом и символическом содержании пластинки было уделено теме природы. Сквозной темой, проявлявшейся на протяжении всего альбома, стали отношения Кейт Буш и её семьи.
Определение точного музыкального жанра Hounds of Love проблематично. Исследователи и критики относили его к сплаву рока и танцевальной музыки, популярной музыке, прогрессивному року, поп-року, арт-року с фолковой основой, прогрессивному попу, синти-попу, арт-попу. В инструментальном плане Hounds of Love был наполнен самыми передовыми на середину 1980-х годов акустическими, электрическими и синтезированными звуками. Использованный исполнительницей набор инструментов являлся классически прог-роковым, с его тяготением к экспериментам и эклектике, а также отрицанием американских инструментов и стилей. Подавляющее большинство музыкантов, принявших участие в записи, были родом с Британских островов, что сказалось на общей стилистике, тяготевшей к британскому звучанию. Самый сильный неанглийский акцент в альбом добавляли ирландские музыканты, с их этническими народными инструментами.
Выход альбома сопровождали четыре сингла: «Running Up That Hill», «Cloudbusting», «Hounds of Love» и «The Big Sky». «Running Up That Hill» стала одной из самых популярных композиций Кейт Буш. Hounds of Love являлся самым коммерчески успешным студийным альбомом исполнительницы. Он стал вторым альбомом Буш на вершине британского национального чарта, после Never for Ever, а также вошёл в первую десятку чартов Австралии, Германии, Канады, Нидерландов, Франции, Швейцарии и Швеции. Пластинка стала первой в карьере Буш, попавшей в первую тридцатку американского Billboard 200. Альбом получил дважды платиновый сертификат за 600 000 проданных экземпляров в Великобритании, платиновый сертификат за 500 000 экземпляров в Германии и платиновый сертификат за 100 000 экземпляров в Канаде. Общий мировой тираж Hounds of Love составил 3 миллиона экземпляров. Альбом был номинирован на церемонии BRIT Awards 1986 в категории «Лучший британский альбом», а Буш — в категориях «Лучшая британская исполнительница» и «Лучший британский сингл» за песню «Running Up That Hill». В 2022 году альбом снова стал популярен, вошёл во многие хит-парады мира и возглавил американский чарт Billboard Top Alternative Albums, после появления песни «Running Up That Hill» в четвёртом сезоне сериала Netflix «Очень странные дела».
Hounds of Love получил признание музыкальных критиков как после выхода, так и в ретроспективных обзорах. В рецензиях 1985—1986 годов он получил в основном высшие оценки как от британских, так и от американских музыкальных изданий. В США Кейт Буш считалась нишевым артистом альтернативной сцены, но выпуск альбома изменил отношение к ней американских критиков, и певицу стали рассматривать как важного артиста в популярной музыке. В ретроспективных обзорах пластинку часто называли большим художественным и коммерческим успехом певицы, подчёркивая, что диск смог получить успех как у критиков, так и у публики. В 2020 году альбом занял 68-е место в списке «500 величайших альбомов всех времён по версии журнала Rolling Stone». Журнал New Musical Express поместил Hounds of Love на 48-е место в собственном аналогичном рейтинге.

## Предыстория
Кейт Буш стала известным артистом в 1978 году, после выпуска её дебютного сингла «Wuthering Heights» и альбома The Kick Inside. Последующие работы певицы — Lionheart (1979) и Never for Ever (1980) — также являлись успешными, особенно на родине исполнительницы. Never for Ever стал первым в карьере, занявшим высшую строчку альбомного чарта Великобритании. В конце 1980 года Буш приступила к работе над новой пластинкой. Оборудовав небольшую студию для создания демозаписей в только что купленном старинном викторианском доме в Лондоне, она начала изобретать новое звучание, комбинируя звуки фортепиано, синтезатора Yamaha CS-80 и электронных ударных LinnDrum. Сессии звукозаписи проходили в студиях Odyssey Studios, Advision Studios и Abbey Road в 1981—1982 годах. The Dreaming был первым альбомом, который Буш продюсировала самостоятельно. Пластинка имела мрачную атмосферу; исполнительница говорила, что в период её создания искала ответы на вопросы: «[альбом] был весь о том, как ужасно жестоки могут быть люди, о том что мы сами с собой делаем, на какую степень одиночества обрекаем сами себя <…> у меня всегда было чувство, будто в обмен на талант создать что-то, ты должен расплатиться несчастьем». Экспериментальный характер записи привёл к конфликту с лейблом EMI, не видевшим коммерческого потенциала в песнях. Первоначально пластинка была отклонена, пока её выпуск не поддержал новый глава A&R и маркетинга Дэвид Мунс, вступивший в должность в 1982 году.
Альбом The Dreaming вышел в сентябре 1982 года и оказался коммерчески провальным. Релиз достиг третьего места в чарте Великобритании, однако продажи составили чуть более 60 тысяч экземпляров, в сравнении с миллионным тиражом дебютной работы певицы. Синглы «Sat in Your Lap», «There Goes a Tenner» и «The Dreaming» не были успешными в чартах, а два последних прошли практически незамеченными радиостанциями и телевидением, хотя для рекламы «The Dreaming» был снят дорогостоящий видеоклип. С другой стороны, в этот период критики по-иному взглянули на Кейт Буш, отмечая её как интересного артиста альтернативной сцены. В целом же, в прессе в тот период широко транслировались мнения, что певицу «постигла неудача» и что она «сошла с ума».
Сложный первый концертный тур, длительная запись The Dreaming и последующая коммерческая неудача альбома привели Буш к моральному и физическому истощению. В последующие два с половиной года она практически исчезла из вида. По словам исполнительницы, полгода заняло восстановление после записи пластинки: «Я была полной развалиной, физически и эмоционально. Могла проснуться утром и даже не найти сил пошевелиться. И в итоге решила отправиться на приём к своему папе». Доктор Буш диагностировал у дочери стресс и хроническую усталость, прописав покой. Артистка занялась обычными бытовыми делами: встречалась с друзьями, ходила в кино, начала водить автомобиль, занялась садоводством. В то время она направила силы на три важные перемены, которые позже называла «лучшими решениями» в своей жизни. Во-первых, она переехала из Лондона в старинный фермерский дом XVII века в графстве Кент; во-вторых, снова серьёзно занялась танцами и пересмотрела диету, чтобы поправить здоровье; и в-третьих — оборудовала собственную домашнюю студию звукозаписи.

## Запись альбома

### Обустройство собственной студии
Вскоре после переезда Буш решила вернуться к работе и обнаружила, что соглашение о творческой независимости, предложенное ей лейблом EMI в период записи The Dreaming, привело к тому, что исполнительнице пришлось бы оплачивать студийные сессии, однако она была не в состоянии самостоятельно покрыть расходы. День записи на студии Abbey Road обошёлся бы более чем в тысячу фунтов стерлингов, а жёсткие временные рамки могли сказаться на качестве работы. В итоге исполнительница решила направить силы на обустройство собственной студии в старом сарае, располагавшемся напротив Ист-Уикем-Фарм (англ. East Wickham Farm) — дома родителей Буш.
Обустройство полупрофессиональной студии на 48 звукозаписывающих дорожек продолжалось в течение лета и осени 1983 года. Дизайном и строительными работами занимались сама Буш и её отец. В Ист-Уикем-Фарм было установлено самое современное оборудование: микшерный пульт Soundcraft, позже заменённый на консоль Solid State Logic; два катушечных магнитофона Studer A80 на 24 звуковые дорожки каждый; синтезатор Fairlight CMI; ревербератор Quantec Room Simulator; драм-машина LinnDrum; а также различные компрессоры и эмуляторы.
Для шумоподавления в студии использовалась половина от стойки Keepex 2, которую применяли при обработке записи ударных и других инструментов. Для шумоподавления при микшировании применялись два компрессора, два шумовых фильтра высоких частот и два шумовых фильтра низких частот из серии Scamp. Для обработки вокала применялись два моно- и один стереолимитер Urei. Для компрессии фортепиано и ударных использовались компрессор и шумоподавитель Drawmer.
Также при записи оказались полезными кассетный магнитофон-приставка Nakamichi Dragon, два ревербератора Advanced Music Systems, ревербераторы Quantec и Lexicon 224, два компрессора-экспандера A&D, усилители от HH Electronics и Yamaha. Для записи всего альбома использовалась акустическая система Advanced Music Systems, запитанная от усилителя частот Amcron. Для мастеринга применялись Studer и Soundcraft 2400, подключённый к синхронизирующему устройству Q Lock 310.
Первоначально Буш была не уверена, стоит ли ей снова заниматься продюсированием альбома. С одной стороны, ей хотелось просто продолжать работать, не задумываясь о миллионных тиражах, с другой — отношения с лейблом стали напряжёнными, от певицы ожидали одновременно и коммерчески успешный, и художественно выразительный продукт. «Впервые в жизни я чувствовала, что меня пытаются ограничить творчески», — позже говорила Буш. Сомнения артистки развеял Дэвид Мунс, заверивший, что она может спокойно записать и самостоятельно спродюсировать альбом, когда будет готова.

### Первые студийные записи
Пока шло обустройство профессиональной студии, летом и осенью 1983 года Буш и её парень, музыкант Дэл Палмер, начали совместно работать над материалом для нового альбома в небольшой домашней студии певицы в Кенте, используя пианино, синтезатор Fairlight, восьмитрековую консоль Soundcraft и магнитофон. В этот период они создали несколько демозаписей, в числе которых «Running Up That Hill» и «Hounds of Love». Буш писала музыку, а Палмер создавал электронные партии ударных инструментов. Материал не представлял собой классические демо, так как собственная студия позволила певице использовать уже имеющиеся треки во время записи в Ист-Уикем-Фарм, создавая на их основе окончательные варианты песен, не теряя при этом эмоции и выразительность, воплощённые в композициях в момент написания. Таким образом, процесс создания песен и их запись фактически слились в единый процесс.
Главным инструментом, обеспечившим исполнительнице творческую свободу, являлся синтезатор Fairlight, на котором она могла выбрать звук, соответствовавший её настроению, и создавать мелодии под аккомпанемент риффов и аккордов. Большое количество звуков, использованных в альбоме, являлось её авторскими семплами. «Многие песни были основаны на записи в Fairlight, что стало для меня совершенно новым опытом. Полагаю, разница примерно такая же, как между написанием на фортепиано и гитаре, только в Fairlight очень много звуков, которые сразу дают нужную атмосферу, над которой потом пришлось бы кропотливо работать», — объясняла Буш в интервью. Использование электронного оборудования при композиторской работе привело к созданию на Hounds of Love более сложного типа песен, которые было бы проблематично просто исполнять под гитару. По словам артистки, главенствующую роль при создании и записи пластинки заняло именно продюсирование.
6 октября 1983 года студию в Ист-Уикем-Фарм впервые посетил звукорежиссёр Пол Хардиман, работавший над пластинкой The Dreaming. Хардиман взял на себя обязанности по надзору за записью в первый период работы над альбомом и отмечал, что был под впечатлением от имевшегося материала. По его воспоминаниям, «Running Up That Hill» уже тогда звучала не как пробная фонограмма: «Мы продолжили разрабатывать оригинальную запись Кейт и Дэла. Дэл создал партию ударных в LinnDrum, основу которой мы оставили. Конечно, нам пришлось потрудиться над мелодическим хуком, сыгранном на Fairlight, но сама его идея уже была в той записи, и тот синтезаторный звук, помесь ветра и звука поезда, кажется тоже, плюс основная вокальная партия».
Студийные сессии начались 4 ноября с перезаписи домашних композиций с восьмитрекового магнитофона на 24-трековый студийный. С 7 ноября по 6 декабря шла работа над аккомпанементом. Стюарт Эллиотт приехал для записи живых ударных и доработки уже имевшихся электронных партий. Для «Running Up That Hill» он записал новую партию малого барабана поверх уже созданных на LinnDrum. При работе над альбомом Буш удалось наконец «поженить ритм и мелодию», что не всегда удавалось на предыдущих записях. Исполнительница вспоминала, что ей помогла совместная работа с Палмером. Когда у неё в голове возникала идея ритмического рисунка, она просила Дэла записать его на драм-машине. Получившиеся наработки она использовала при написании песен. Артистка признавалась, что никогда не любила ударную установку в целом, но акустика живых том-томов и этнических барабанов ей нравилась. В альбоме все партии бас-барабана и малого барабана были сыграны вживую, а остальные ударные инструменты по большей части имитировались драм-машиной LinnDrum.
Несколько на второй план отошло привычное для исполнительницы фортепиано. Для записи она использовала рояль фирмы Гротриан-Штайнвег, так как хотела «живого звучания, вызывающего воспоминания об Эрике Сати и Шопене: как в пустом бальном зале после праздника, когда все уже разошлись по домам». Певица предпочитала немного устаревшие модели фортепиано, однако они не соответствовали стандартам звукозаписи. Запись рояля стала самой сложной в работе над альбомом, так как было очень тяжело добиться хорошего звучания: хотя инструмент был новым, он был немного громковат в средних частотах и приходилось много работать с эквалайзером, а также применять комбинацию микрофона граничного слоя и точечного микрофона.
Большинство песен для альбома были написаны и записаны в той или иной форме к концу 1983 года. Помимо двенадцати вошедших в пластинку композиций, в этот период были записаны «Burning Bridge», «Under the Ivy», «Not This Time», а также авторские версии народных песен «My Lagan Love» и «The Handsome Cabin Boy». Ещё несколько работ остались неопубликованными.

### Записи в Ирландии
После рождественских праздников к ещё «сырому» материалу добавили временные записи основного и бэк-вокала, поскольку работа переносилась в Ирландию. Исполнительница уже использовала ирландские мотивы в песне «Night of the Swallow» и вдохновлённая результатом, решила продолжить эксперимент в новом альбоме. Клавишник ирландской рок-группы Planxty Билл Уэлан прослушал музыкальный материал в Ист-Уикем-Фарм, после чего они с Буш договорились, что она приедет в Дублин весной 1984 года. На студии Windmill Lane были записаны живые партии бузуки, волынки, народных скрипок и вистлов для песен «And Dream of Sheep» и «Hello Earth». Ирландский фолк-музыкант Донал Ланни вспоминал, что певица просила его три часа подряд играть в разных вариациях финальную ноту в завершении «And Dream of Sheep», только с целью подобрать подходящее напряжение для звука.
Но основной причиной, по которой Буш отправилась в Ирландию, стала запись песни «Jig of Life», основанной на греческом музыкальном мотиве, который нашёл её брат Падди. Артистка закончила писать песню в доме Билла Уэлана в Дублине всего за день до начала студийной записи, проходившей в течение последующих нескольких дней с самыми знаменитыми на тот момент музыкантами, работавшими в жанре ирландской народной музыки — Доналом Ланни, Лиамом О’Флинном и Джоном Шиханом. Запись проходила в форме джем-сейшен, музыканты играли часами, чтобы довести песню до устраивавшего всех результата. Дэл Палмер позже вспоминал, как они «начали играть вместе и мы просто онемели. Будто случилось чудо».

### Возвращение в Англию
Записи в Ирландии продлились месяц, а в период между 15 апреля и 24 мая 1984 года продолжились в Ист-Уикем-Фарм под надзором Хардимана, позже перешедшего на другой проект. Летом того же года его заменил звукорежиссёр Гайдн Бендалл, ранее работавший с Буш над альбомом The Dreaming в студии Abbey Road. Бендалл сотрудничал с Буш шесть месяцев и отмечал, что в этот период певица продолжала активно экспериментировать со звучанием: «может быть, она не знала, какие точно ноты стоит использовать, какие точно звуки или гармонии или мелодические структуры или какую динамику, но было очевидным, что она невероятно ясно представляла, какой атмосферы хочет добиться. Достигала она этого экспериментами, но у неё было невероятное врождённое чутьё на то, что именно сработает для конкретной песни».
Одну песню, например, я написала на Fairlight, играя аккорды на струнных и мы оставили её в таком виде на демозаписи. Но потом я решила, что будет намного лучше записать её с живыми струнными, потому что в действительности ты не можешь их превзойти. Даже смешно представить такие потуги. В ещё одной песне я хотела включить партию виолончели, поэтому записала её на эмуляторе. Потом всё равно пришлось пригласить виолончелиста, потому что хороший музыкант добавляет в запись что-то неуловимое.
Собственная студия позволила Буш изменить подход к записи вокала. В спокойной обстановке у неё появились время и желание делать столько дублей, сколько потребуется. Для главной вокальной партии она обычно записывала шесть и более дорожек, чтобы можно было выбрать лучшую. Некоторые песни записывались очень быстро, буквально за день, а с другими приходилось работать долго, особенно когда бэк-вокал или небольшие фрагменты звучали плохо или певица не могла подобрать нужную эмоцию. В большинстве случаев голос старались записать без большого временного промежутка, поскольку так он звучал более естественно. Исполнительница активно применяла технику лейринга — наслоения нескольких дорожек друг на друга, что давало плотный звук.
Запись альбома отличалась современным для того времени подходом: использование лучших технологий 1980-х годов кардинально отличалось от традиционных техник, когда музыкальная группа играла совместно в одной комнате. Буш и Палмер продолжали самостоятельно работать над звуком, в то время как звукорежиссёры подключались к проекту и покидали его по необходимости. Такой же метод применялся и к музыкантам. Для записи струнной секции «Cloudbusting» был приглашён «Струнный квартет Медичи», в процессе работы расширенный до секстета. Джон Уильямс исполнил гитарные партии для «The Morning Fog». Для записи «Hello Earth» привлекли хоровую капеллу под управлением британского дирижёра Ричарда Хикокса. Партии электрогитары в «Waking the Witch» и «Running Up That Hill» исполнил гитарист Алан Мёрфи. В «Jig of Life» была добавлена новая ритмическая линия, для чего Буш пригласила музыканта Чарли Моргана, исполнившего партии народных ирландских ударных инструментов — ламбега и боурана.
Звукозапись продолжалась до середины 1985 года. На последних этапах были добавлены несколько звуковых эффектов, создававших нужную атмосферу, в том числе вертолёта, заимствованного из альбома The Wall группы Pink Floyd; Палмер сымитировал на синтезаторе паровозную тягу для завершения «Cloudbusting». Старый друг Буш Моррис Перт исполнил партию перкуссии для «The Big Sky». После началось сведение альбома, которым занимался Брайан Тэнч. За последний этап работы — мастеринг — отвечал Иэн Купер. Пластинка была полностью готова в июне 1985 года.

## Идейно-художественное содержание

### Концепция и тематика
Hounds of Love стал первым альбомом исполнительницы, претендовавшим на статус концептуального. В популярной музыке, в отличие от других видов искусств, сам термин «концептуальный» имел противоречивое значение, во многом из-за множества помпезных и вычурных пластинок, выпущенных в эпоху прогрессивного рока. Работы таких исполнителей, как Yes, Emerson, Lake & Palmer и Rush создавались как возвышенные и философские трактаты, посвящённые сложным темам — вере, мифологии и экзистенциализму. Иногда артистам удавалось найти баланс между своими амбициями и концептуальной музыкальной формой, как в Tommy (1969) группы The Who, The Lamb Lies Down on Broadway (1974) группы Genesis или The Dark Side of the Moon (1973) группы Pink Floyd. В более широком смысле, «концептуальные альбомы» наложили отпечаток на всю творческую атмосферу, спровоцировав ответную реакцию в форме «возвращения к корням» рок-музыки в виде таких направлений как паб-рок и панк-рок середины и конца 1970-х годов в Великобритании.
В середине 1980-х годов концептуальные альбомы ещё не были в моде в популярной музыке, хотя такие исполнители, как Kraftwerk, уже пробовали применить данную форму к танцевальной музыке, совмещённой с поп-мелодиями — Radio-Aktivität (1975) и Trans Europa Express (1977). Посредством некоторых приёмов — именованием по разному каждой из сторон пластинки или включением цитат из поэзии в буклете — постепенно всё больше поощрялось критическое отношение к работе исполнителей. Артисты всё больше поддавались желанию показывать символические связи между своими работами и тем, что на них повлияло. Важное значение в музыке приобретала эпистемология, выразившаяся в проблеме содержания, смысла музыкального альбома.
В отличие от многих исполнителей, Кейт Буш черпала вдохновение не из музыки, а из других сфер искусства и культуры — литературы, телевидения, быта и других. Одним из самых значительных источников вдохновения для неё являлось кино, в частности фильмы Альфреда Хичкока. Кроме того, сама певица признавалась, что особенное значение для неё имели сновидения, в которых она видела много персонажей, воплотившихся в её песнях. Подобный ряд влияний резко контрастировал с привычными для поп-музыки стереотипами и шаблонами — романтическими чувствами, сексом, изменённым состоянием сознания, танцами.
У альбома Hounds of Love был столь же необычный набор источников для вдохновения. Первые пять песен — «Running Up That Hill», «Hounds of Love», «The Big Sky», «Mother Stands for Comfort» и «Cloudbusting» — были написаны под влиянием фильмов ужасов, автобиографической литературы, воспоминаний о детстве и домашних животных, размышлений о взаимоотношении полов и материнстве.
Важное место в смысловом и символическом содержании пластинки было уделено теме природы, которая являлась «огромным внешним стимулом» при его создании. Ещё в 1982 году, после записи The Dreaming, исполнительница отправилась отдохнуть на Ямайку, где, по её словам, испытала культурный шок: «Я покинула маленькую грязную лондонскую студию без окон и попала в абсолютный рай на земле. Мне это тяжело далось. Даже пение птиц оглушало». Во время записи Hounds of Love певица первоначально искала источник вдохновения в природе Кента и говорила в интервью: «Влияние сельской местности просто фантастическое. Я сижу за пианино и смотрю на небо и качающиеся на ветру деревья, что более захватывающе, чем здания, дороги и миллионы прохожих». Схожее впечатление на неё оказала поездка в Дублин. По воспоминаниям Буш, именно Ирландия стала тем местом, где были окончательно дописаны тексты песен, что значительно повлияло на результат: если первоначально многие образы были связаны с сельским ландшафтом графства Кент, то, путешествуя по Ирландии, певица вдохновлялась более дикими видами побережья Ирландского моря. В конечном счёте, не только тексты песен содержали многочисленные отсылки к бескрайним небесам, дождю, солнцу, облакам, белым лошадям, льду, формирующимся штормам, ветру и волнам, но и сама музыка была наполнена первобытной силой — пронизывающей, громовой, неудержимой как стихия внутренней энергией.
Несмотря на то, что песни, образующие первую часть альбома, были пронизаны сквозными темами, они не обладали достаточной связностью, чтобы образовать некую концепцию. Буш говорила в интервью, что только после написания «And Dream of Sheep» возникла общая идея. После создания сопутствующей композиции «Under Ice» исполнительница решила разделить альбом на две части: первую должны были составить более жизнерадостные песни, не объединённые неким замыслом; вторую — более мрачные композиции, связанные сюжетом. Создание концептуального альбома являлось одним из первых соображений, которые возникли у певицы в процессе создания диска, но она сомневалась в успехе затеи, поэтому решила, что разумнее будет ограничиться одной концептуальной стороной, создав баланс между совершенно разными по настроению песнями.
Вторая половина альбома была создана как сюита из семи песен, объединённых названием «Девятый вал» (англ. The Ninth Wave), отсылавшим к одноимённому художественному образу. В воображении исполнительницы сюита существовала в виде фильма, а её концепция строилась на переживаниях вымышленного персонажа, выброшенного в открытое море за борт корабля, предпринимающего попытки сохранить своё «я» бодрствующим, дав волю воображению. В типичном для Кейт Буш ключе, воспоминания и грёзы персонажа были пугающими, будто навеянными ночными кошмарами, и отражавшими его полнейшее одиночество, вплоть до последней песни, когда, по словам самой певицы, «должно было прийти спасение, когда из всей этой тьмы и угнетённости внезапно проступает свет».
Сквозной темой, проявлявшейся на протяжении всего альбома, стали отношения Кейт Буш и её семьи и друзей. «Cloudbusting» можно воспринимать как гимн любви и благодарности всегда вдохновлявшему её отцу. В «And Dream of Sheep» артистка вставила небольшую фразу своей мамы «Come here with me now» (рус. «Побудь со мной сейчас»). Братья певицы записали для пластинки много речитативных фраз. Hounds of Love во многом являлся отражением положительного влияния на Буш её семьи и близкого окружения. Хотя на пластинке присутствовали и типичные для неё менее радостные темы — тяжесть коммуникации, невозможность по-настоящему узнать и полюбить человека, двойственный страх уступить/не уступить, постоянная тоска — Hounds of Love в целом был о надежде на счастье, несмотря ни на что. Название «Running Up That Hill» (рус. «Взбегая на холм») было удачной аналогией данной мысли — «жизнь трудна, но мы всё-таки к чему-то стремимся». Так же и «Девятый вал» являлся историей не о смерти, не о том, как утонуть, а о том, как плыть по волнам, и всё как-нибудь наладится. «Это время было одним из самых содержательных и счастливых в моей жизни, когда я действительно смогла перевести дух и творчески поработать», — вспоминала певица о периоде создания альбома.

### Жанр и стилистика
Определение точного музыкального жанра Hounds of Love проблематично. Прямая бочка и ритмы первой половины пластинки относятся к своеобразному сплаву рока и танцевальной музыки. Запоминающиеся мелодии, рефрены и хуки в песнях, выпущенных в качестве синглов, отсылают к самому неопределённому музыкальному метажанру — популярной музыке. Вторая часть альбома, если рассматривать её как единое целое, позволяет поместить пластинку в контекст одного из самых британских жанров — прогрессивного рока. Музыкальные критики часто называют альбом одним из лучших произведений современной популярной музыки, отмечая прекрасно реализованное соединение сложных музыкальных экспериментов и традиционных форм мейнстрима 1980-х годов. Первая половина Hounds of Love была исполнена в доступном широкой аудитории поп-стиле, заметно отличавшемся от ранних произведений певицы, поэтому данную часть относят к направлению новый поп — танцевальной, основанной на синтезаторном программировании поп-музыке, к которой около 1985 года тяготели многие представители новой волны, в частности The Cure, Eurythmics, Depeche Mode и Orchestral Manoeuvres in the Dark.
На сайте AllMusic жанр альбома определили как поп-рок, а стилистический набор — в диапазоне от арт-рока и колледж-рока до альтернативного поп-рока. Американский критик Джон Рокуэлл относил альбом к женскому арт-року с фолковой основой, в спектре от Джони Митчелл до Сюзанны Вега. По его мнению, Буш всегда опиралась на традицию фольклорного, искусного и пышно украшенного арт-рока, а на Hounds of Love обогатила его современными достижениями звукозаписи. Пластинку также жанрово определяли как «театр масок» прогрессивного попа, что-то среднее между синти-попом и прог-роком и классику арт-попа.
К моменту выпуска альбома прогрессивный рок уже пережил зенит своей славы, продлившийся с 1968 по 1976 год. С конца 1970-х годов он получал всё более негативную оценку музыкальных критиков, в особенности в Великобритании, где когда-то были созданы его самые выдающиеся образцы. Основной музыкальной формой прога являлась песенная сюита или звуковая поэма; главной темой — репрезентация британского понимания пасторали, наряду со сложными лирическими образами, связанными с метафизикой, фантастикой и мифологией. Несмотря на частое заимствование элементов психоделики, джаза, авангарда и народной музыки, основой прог-рока всегда оставались характерные для британской поп- и рок-музыки клавишные инструментовки, сыгранные в нарочито антиамериканской манере.
Hounds of Love имел много признаков прог-рока, но парадоксально избежал претензий, обычно предъявляемых данному жанру. «Девятый вал» не содержал типичного для прогрессивных альбомов 1970-х годов резкого сопоставления громкого и тихого или быстрого и медленного отрезков. Наибольшим контрастом отличалась разделённая на две части песня «Waking the Witch», но такой приём не был чем-то необычным для жанра. Ещё одной классической техникой прогрессивного рока являлось использование сложных размеров, например — 9
8. Хотя Кейт Буш и использовала соединения разных темпов и размеров, обычно она применяла стандартные для популярных стилей 4
4, 3
4 или 6
8, придававшие песням более современное звучание.
В инструментальном плане Hounds of Love был наполнен самыми передовыми на середину 1980-х годов акустическими, электрическими и синтезированными звуками. Использованный исполнительницей набор инструментов являлся классически прог-роковым, с его тяготением к экспериментам и эклектике, а также отрицанием американских инструментов и стилей, что проявилось в полном отсутствии слайд-гитар, слэп-баса и джазовых медных духовых. Подавляющее большинство музыкантов, принявших участие в записи, были родом с Британских островов, что сказалось на общей стилистике, тяготевшей к британскому звучанию. Самый сильный неанглийский акцент в альбом добавляли ирландские музыканты, с их этническими народными инструментами.
Лирический размах и концептуальные амбиции, продемонстрированные Кейт Буш в альбоме, являлись ещё одной чёткой отсылкой к традиции прогрессивного рока, пытавшегося бороться с примитивностью большей части англо-американской популярной музыки. Тем не менее, в отличие от многих прог-роковых работ, повествование в Hounds of Love касалось более реалистичных тем, и даже при метафоричном и возвышенном языке сохраняло правдоподобие. В результате Буш избежала обвинений в высокопарности, хипповости и «мифологии малообразованных школьников», часто предъявлявшихся представителями рок-прессы в адрес таких исполнителей, как Yes и Genesis.

### Язык и стиль повествования
По языку и стилю повествования Hounds of Love балансировал между популярной формой и авангардом. Обычаи и модели использования языка в популярной музыке сложились прежде всего в США, где доминировали стандартизированные трёхминутные поп-песни. К ним относят такие правила, как повторение заголовка в припеве, обязательное наличие хука или рефрена, запреты на изменение привычного бытового порядка слов, использование архаизмов и слишком персонифицированное повествование. Суть правил сводится к чёткому разграничению между коммерческими тестами песен и поэзией.
По структуре тексты песен Кейт Буш всегда тяготели к стандартам популярной музыки. Первые два альбома исполнительницы состояли в основном из трёхминутных песен с традиционной структурой из куплетов, припевов и бриджей. Однако в остальных аспектах исполнительница явно нарушала нормы коммерческой музыки. В своей дебютной песне «Wuthering Heights» артистка использовала устаревшую лексику и отсылки к классической английской поэзии. С развитием карьеры Буш всё чаще отказывалась от стандартизированной песенной модели.
На Hounds of Love певица окончательно вышла за рамки общепринятой структуры поп-альбома, обратившись к форме песенной сюиты в «Девятом вале». К моменту написания пластинки Буш, как автор текстов, уже имела опыт сочетания «высокого» и «простого» стиля языка, при этом умело бросая вызов условностям поп-музыки и одновременно не отказываясь от них полностью. Наглядно такой подход демонстрирует куплет «Running up that Hill», где строчка «You don’t want to hurt me» (рус. «Ты не желаешь навредить мне») являлась клише поп-музыки, а в строчках «But see how deep the bullet lies» (рус. «Но смотри как глубоко залегла пуля») и «Unaware I’m tearing you asunder» (рус. «Не осознавая, я разрываю тебя на части») был изменён привычный порядок слов и использовался редкий в современной разговорной английской речи термин «asunder».
В альбоме было представлено много примеров соединения коммерческих правил написания текстов и различных языковых стилей — массового, идиоматического разговорного и элитарного литературно-художественного. В «Waking the Witch» имелась архаичная фраза «What say you, good people?» (рус. «Что скажете вы, добрый народ?»). В бридже «Running up that Hill (A Deal With God)» возникала американская сленговая строчка «C’mon baby, c’mon darlin». Экспериментальный «Девятый вал» позволил исполнительнице ещё более вольно обращаться с языком: режим повествования сюиты скачет во времени, видо-временных формах и пространстве, между сновидениями, сознанием и бессознательным, а также душевными переживаниями, точками зрения, диалогами и внутренними монологами.

## Сторона 1: Hounds of Love

### «Running Up That Hill (A Deal with God)»
Кейт Буш поясняла в интервью, что «Running Up That Hill (A Deal with God)» (рус. «Взбегая на холм (сделка с Богом)») была посвящена проблеме непонимания между мужчинами и женщинами, которая может быть, по её замыслу, решена при помощи просьбы у Бога поменять их местами.
Исследователь Рон Мой отмечал, что несколько тактов первой песни могут иметь большое символическое значение, выступая декларацией как музыкальной, так и художественной идеи. «Running Up That Hill (A Deal with God)», как и «Moving» из дебютного альбома певицы, сразу погружает слушателя в экспериментальную и нервную атмосферу. Синтезированный гудящий музыкальный эффект, напоминающий сирену воздушной тревоги, постепенно дополняется характерной для всего альбома прямой бочкой, разбавленной синкопированным том-томом. Ко времени выпуска альбома технологии уже позволяли стереть грань между «живыми» ударными и «программированными» драм-машинами. В песне два приёма были соединены: Дэл Палмер создал партию на драм-машине, а потом к ней добавили «живые» ударные, сыгранные Стюартом Эллиоттом.
Партия ударных в треке имела винтажный звук — плоский и густой, лишённый эха и реверберации. Звучание бочки и малого барабана напоминало работы продюсера Джорджо Мородера, около 1976 года придумавшего новаторскую смесь «холодного» барабана и синтезированной фактуры, которую позже использовали такие исполнители, как Донна Саммер, применявшие её в качестве минусовок и накладывавшие поверх «тёплые» вокальные партии. «Running Up That Hill (A Deal with God)» представляет, в данном ключе, классический пример смеси «холодных» и «тёплых» элементов. Основная партия ударных инструментов была намеренно старомодна и местами даже монотонна, как и в других песнях альбома, но она специально противопоставлялась новомодным звукам синтезаторов и новейшему методу сэмплирования, для достижения более захватывающего эффекта.
Вокальная партия в песне дополнялась небольшими речитативными фразами, зачастую в другом регистре и иногда пропущенными через Fairlight, с целью изменить высоту тона. В припеве аккомпанемент дополняла партия балалайки, сыгранная Пэдди Бушем, менявшая общую палитру звучания в более традиционную сторону. Во втором куплете вокал исполнительницы становился настойчивей, особенно в строчках «Откуда так много ненависти к тем, кого мы любим?» («Is there so much hate for the ones we love») и «Ответь, мы оба важны, ведь так?» («Tell me we both matter don’t we?»). В бридже, начинавшемся словами «C’mon baby, c’mon darlin», вокальные партии исполнялись многоголосием и затем дополнялись эффектной барабанной дробью на фоне долгого хорового унисона, который внезапно обрывался, оставляя слушателя в более спокойной звуковой обстановке. Здесь использовался приём напряжения и разрешения, характерный для популярной музыки.
Остальная часть песни, всё ещё сопровождаемая синтезаторным гулом, балансирует на грани «исступлённой какофонии»: барабаны ещё в нескольких моментах играют очень напряжённо, а случайные пауэр-аккорды электро-гитары перемежаются с выкриками и возгласами. В самом конце вступает финальный рефрен «If I only could», исполненный в виде смещённого по высоте семпла в низком басовом диапазоне, с нереалистичным тембром. Кейт Буш признавалась, что её в тот момент занимал вопрос о природе синтезированных и акустических инструментов, и связанных с ними ощущений. В интервью она говорила, что и «тёплые» и «холодные» звуки «очень полезны, в зависимости от того, что вы хотите сказать».

### «Hounds of Love»
Вынесенную в заглавие всего альбома песню «Hounds of Love» (рус. «Гончие любви») Буш написала отчасти под влиянием британского фильма ужасов «Ночь демона» (1957) режиссёра Жака Турнёра, в сюжете которого глава сатанинского культа натравливал демоническое существо на тех, кого проклинал. Исполнительница проводила в композиции параллель между преследованием гончими собаками и столь сильной страстью, что «когда она захватывает тебя, то просто разрывает на части». На создание песни не повлияла литература, как на многие другие произведения артистки. Буш объясняла, что «гончие любви» на самом деле были образом, обозначавшим людей, боящихся попасть в плен любви, которая принимает форму охотящихся на них гончих.
Несмотря на то, что сама Буш отрицала влияние литературных источников на композицию, исследователи отмечали «семиотическое изобилие» песни. Одним из возможных источников при создании «Hounds of Love» называли киноадаптацию романа «Ушедший на землю» (1917) писательницы Мэри Уэбб. Героиня романа, Хейзел Вудус, не может устоять перед искушением физической любви. Строчки песни «I found a fox, caught by dogs … his little heart it beat so fast» (рус. «Я нашла лиса, загнанного гончими … его сердечко билось как сумасшедшее») пересекались с моментами книги, где фигурировал ручной лис главной героини Фокси. По сюжету романа, Хейзел преследуют гончие её соблазнителя Реддина, что приводит к смерти девушки. Символически показанные в книге «дикая охота» и её финал являлись аллегорией на необузданную сексуальность героини, неприемлемую в пуританском обществе. Музыковеды проводили параллель между положением Мэри Уэбб как писательницы в патриархальном обществе начала XX века и положением Кейт Буш как автора-исполнителя в музыкальной индустрии 1970-х — начала 1980-х годов, где доминировали мужчины. Ещё одним возможным источником для «Hounds of Love» называлась мистическая поэма «Гончая небес» (1893) английского поэта Фрэнсиса Томпсона, известная по цитированию в романе «Ребекка» (1938) английской писательницы Дафны Дюморье.
Композиция начинается с мощного ритма, исполненного том-томами, поверх которого наложен отрывок диалога из «Ночи демона» со словами «Оно среди деревьев… оно приближается!». Партия ударных инструментов, напоминающая ставшие классическими тембры инструментовки «In the Air Tonight» Фила Коллинза, положена в основу всего трека. Для аккомпанемента характерно почти полное отсутствие традиционных басовых партий. Свободное пространство в средних и нижних частотах занимают синкопированный ритм ударных, клавишные аккорды и стакатто виолончели. Аранжировка отражает общую идею и настроение композиции — повествование об охотнике и погоне, гончих, несущихся к своей добычи, трансгрессивной силе обсессивной любви.
Деконструкция часто использовалась Кейт Буш и Дэлом Палмером в работе над альбомом. В популярной музыке, построенной на клише, было достаточно просто видоизменить привычную музыкальную формулу. В работах экспериментаторов, таких как Принс и Van der Graaf Generator, отсутствие бас-гитары являлось характерным приёмом, позволявшим убрать частоты и ритм, привычные для массового слушателя. Отсутствие таких частот делало инструментовку более хрупкой, как «здание без фундамента, готовое вот-вот рухнуть». Поскольку в аранжировке песни присутствовало стакатто, создававшее напряжение, композиция сохраняла динамичность, однако тембральная окраска партий являлась нетипичной.
Вокальные партии, усиленные реверберацией, позволяли певице показать весь диапазон её голоса, а сложная мелодия — использовать полный спектр художественных возможностей. Особенностью исполнения также являлось нарочитое британское произношение: растянутость гласных в строках «it beats so fa-ast» и «I just ca-ant deal with this»; намеренно англизированное рычание в слове «throw», будто певица очень по-английски не может произнести звук [r] правильно. Такой подход роднил Кейт Буш с другими классическими английскими вокалистами, такими как Стив Харли и Рей Дэвис.

### «The Big Sky»
По словам Кейт Буш, «The Big Sky» (рус. «Бескрайнее небо») написана о мечтательности исполнительницы в детстве, привычке наблюдать за изменениями формы облаков. В песне проводится параллель между данным явлением природы и возможностью воображения также свободно менять формы и «парить в облаках». Ещё одним источником для вдохновения послужили воспоминания певицы о её любимом домашнем животном — кошке, которая предпочитала сидеть на стене в саду и смотреть в небо. Буш отмечала, что достаточно много места в альбоме уделила природе, будучи под впечатлением от природного окружения Ирландии. В частности она говорила: «в этом альбоме много сказано о погоде». «The Big Sky» в данном контексте символизировала пасмурный шквал, по окончании которого наступало прояснение, выраженное в последующих песнях пластинки.
Артистка в интервью признавалась, что у неё возникли сложности с написанием данной песни, но в конечном счёте композиция «с Божьей помощью, получилась такой, как есть». В основу аранжировки была положена партия перкуссии в стиле диско, схожая по инструментовке с первым треком альбома. Минусовка песни в целом имела сильное сходство с «Running Up That Hill (A Deal with God)», но отличалась меньшими ясностью в микшировании и разведении инструментов по частотам. Сыгранный Youth упругий бас, акустические гитары и тамбурин смешивались в миксе. Более удачно были сведены хлопки в ладоши в стиле фламенко.
Мелодия песни снова была выразительной и сложной для исполнения, но Буш притушила её буйный характер полуречитативным исполнением некоторых строк и хоровым исполнением в партиях бэк-вокала. В некоторых моментах исполнительница начинала петь в псевдооперном стиле, но тут же переходила к шёпоту.

### «Mother Stands for Comfort»
В композиции «Mother Stands for Comfort» (рус. «Мать — защитник благополучия») певица исследовала природу материнства. Буш исполняла композицию от лица совершившего убийство мужчины, который пользуется слепой любовью своей матери, покрывающей его преступление. По сюжету композиции, материнская любовь доходит до того, что защищает убийцу от правосудия, что выражено в последних строках в виде каламбура «Mother will stay Mum» (рус. «Мать останется мамой»). «Mum» можно прочитать и как «мамой» и как «немой».
Песня иллюстрирует самый распространённый в альбоме подход к аранжировке: минималистичный рисунок ударных, состоящий только из бочки и малого барабана, задаёт ровный ритм, на который наложены семплы перкуссии, раскиданные влево и вправо по разным каналам. Партии живых ударных сыграл Стюарт Эллиот, а электронные звуки прописал Дэл Палмер на LinnDrum. Данные элементы дополнены тёплыми акустическими партиями фортепиано и контрабаса. Партию последнего, в виде сложной мелодии, сыграл немецкий контрабасист Эберхард Вебер.
Остальные звуки, кажущиеся акустическими, были созданы на синтезаторе Fairlight. Среди них выделялась партия похожего на звуки каллиопы вистла, который играл контрапунктом к основной партии вокала. Простая мелодия песни была исполнена в низком регистре, вступая в своеобразное па-де-де с басом. По настроению композиция являлась спокойной и относилась к категории так называемого «альбомного трека», которые обычно помещают между более яркими песнями, чтобы дать слушателю разрядку. В этом случае был представлен ещё один вид приёма напряжения и разрешения.

### «Cloudbusting»
Песню «Cloudbusting» (рус. «Тучебой») Кейт Буш написала под впечатлением от автобиографии «Книга снов» (1973) Питера Райха, сына скандально известного психолога Вильгельма Райха. В книге он делился воспоминаниями о своём детстве, в частности одни из самых ярких эпизодов были связаны со временем, проведённым с отцом на ферме «Органон», где тот разрабатывал машину, способную управлять облаками и вызывать дождь — так называемый «Тучебой». Райх-старший развивал радикальные псевдонаучные психофизические теории, включая теорию всеобщей жизненной или оргонной энергии, которой якобы противостояла смертельная оргонная радиация, бывшая причиной опустынивания. Для предотвращения влияния последней Райх конструировал свою машину, представлявшую собой набор длинных алюминиевых трубок на подвижной платформе, которые соединялись верёвками с водой. Изобретатель верил, что эти трубы были способны вызвать дождь. О подобных опытах была написана и песня, при этом исполнительница пыталась передать восторг ребёнка перед достижениями отца. Однако у истории Райха-старшего был печальный финал, отражённый и в композиции. Опыты изобретателя противоречили законам США, поэту суд постановил прекратить его деятельность, но тот демонстративно отказался. Тогда Вильгельма Райха посадили в тюрьму, а его изобретения и трактаты были уничтожены. Психолог скончался от сердечного приступа во время заключения.
«Cloudbusting» представляла собой яркий пример композиции исполненной вживую, а не программированной на синтезаторах, что сильно отличало её от остальных песен на первой половине альбома. Струнные, исполненные секстетом Медичи, и аранжированные Дэйвом Лоусоном, занимали центральное положение в композиции, создавая барочную атмосферу и мелодический контрапункт. Музыкальная форма трека сильно напоминала аранжировки Джорджа Генри Мартина и Майка Леандера, созданные ими для группы The Beatles, в особенности для песен «Eleanor Rigby» (1965) и «She’s Leaving Home» (1967). Аранжировку дополняла характерная для альбома строгая партия ударных, с глухим звучанием том-тома и барабанной дробью.
Примерно в середине трека интенсивность музыкальной фактуры возрастала: вступала партия виолончели, исполненная в высоком регистре, дополненная хоровым пением и марширующей партией малого барабана, придававшей песне милитаристские нотки. Далее композиция переходила в динамичную коду. Кейт Буш отмечала, что как таковой концовки у песни не было, так как трек плавно замедлялся и затухал, под нарастающие звуки парового двигателя.

## Сторона 2: The Ninth Wave
Вторая сторона пластинки, длящаяся 26 минут, концептуально объединена в сюиту из семи песен. Сквозной сюжет рассказывает в реальном времени историю девушки, выброшенную с корабля в открытое море, но также включает её воспоминания, надежды на будущее, галлюцинации и эпизоды из прошлой жизни. Кейт Буш объясняла значение «Девятого вала» в радио-передаче Classic Albums на радиостанции Radio One в 1991 году. В общих чертах сюжет сюиты строится следующим образом:
- история начинается с того, что девушка падает в море, где борется со сном и сенсорной депривацией («And Dream of Sheep»);
- далее она впадает в беспокойный сон, мучаясь от кошмара, в котором видит себя в ловушке подо льдом («Under Ice»);
- после сознание героини переносится в прошлое, где она слышит голоса из детства, но позже попадает в Средневековье, во времена охоты на ведьм («Waking the Witch»);
- девушка продолжает путешествие в своём воображении, возвращаясь в настоящее время, где она становится призраком и посещает свой дом, не видимая её возлюбленным («Watching You Without Me»);
- в следующей песне героиню в видениях посещает её будущее «я» в роли старой дамы, умоляющей сражаться за свою жизнь («Jig of Life»);
- далее повествование отрывается от воды и переносится в небо, откуда персонаж смотрит на Землю и понимает незначительность отдельного человека перед лицом Вселенной и бесстрастными силами природы («Hello Earth»);
- в последней композиции показана двойственность природы — благожелательная сила, символически выраженная в утреннем тумане, порождённом теми же волнами, что сбросили девушку с корабля, приносит её к берегу, возвращая к жизни в буквальном и переносном смысле («The Morning Fog»).

Сложность художественных образов и аллегоричность повествования породила множество толкований «Девятого вала». Музыкальный журналист Грэм Томсон считал, что сюита была вдохновлена многолетним увлечением артистки водной стихией, напоминая, что ещё в 1978 году она в интервью описала один из своих самых странных снов, в котором сидела на плоту посреди бескрайнего океана, без страха или желания спасения, в полном спокойствии. Он также отмечал, что она всегда любила старые чёрно-белые фильмы о войне, в которых было множество сцен прыгающих за борт солдат при бомбардировках кораблей, а одним из её самых любимых произведений искусства была картина «Хогсмиллская Орфелия» — жуткая модернистская сатира на более известную «Офелию» Джона Эверетта Милле. По мнению журналиста, все эти стимулы в течение долгого времени подсознательно проникали в творчество исполнительницы, а «Девятый вал» нужно воспринимать не как буквальный рассказ, а как аллегорию — психологический рассказ о путешествии по мрачной стороне человеческой души. «Крошечная фигурка плывёт по течению в бескрайнем море могущественной тьмы. Это квинтэссенция двадцатипятилетнего увлечения Буш её кошмарами и наваждениями: морем, колдовством, смертью, сверхъестественным, опасными сторонами человеческих чувств, одиночеством, тонкой гранью между реальностью и фантазией, если, конечно, вообще существует такая грань», — писал Томсон.
Исследователь популярной музыки Холли Крузе искала истоки музыкальной концепции второй половины альбома в литературных источниках: «Цикл рождения, смерти и мессианского возрождения, занимающие центральное место в легенде о короле Артуре, определённо также важны для „Девятого вала“», — писала учёный. Предположения, что Буш заимствовала название «Девятый вал» из стихотворения «Пришествие Артура» (1869) английского поэта викторианской эпохи Альфреда Теннисона возникли значительно позже выпуска пластинки, так что прямого влияния на творчество исполнительницы поэма не имела. Крузе также отмечала, что на создание «Девятого вала» исполнительницу могла в большой степени вдохновить автобиография Питера Райха, поскольку любой, кто читал книгу, «будет поражён» её сходством со структурой второй половины пластинки. В «Книге снов» отправленный в больницу Питер Райх также пребывает на границе между сознанием и сновидением, как и персонаж сюиты. «Несомненно показательно, что первая сторона пластинки оканчивается тем, что Буш вызывает дождь… то есть актом, в котором вода находится в её подчинении. Во второй части всё ровно наоборот. Буш находится в затягивающем омуте, будто дождь вышел из-под её контроля» — отмечала исследовательница.

### «And Dream of Sheep»
В песне «And Dream of Sheep» (рус. «И увидеть сон об овечках») исполнительница рассказывает историю девушки, выброшенной волной за борт корабля. Персонажа несёт морским течением и только маячок на спасательном жилете слабо освещает кромешную тьму. На создание композиции повлияла увлечённость Буш фильмами о морских сражениях, в которых моряки, сметаемые волнами с борта корабля, оказывались в открытом море, ожидая спасения. Текст песни символизировал сложный набор эмоций: с одной стороны, исполнительнице нужно было передать ужас ситуации, с другой — парадоксальное спокойствие и задумчивость, не способность что-то поделать в таких обстоятельствах. Персонажа уносит течением, в практически загипнотизированном мерцающим светом маячка состоянии; он осознаёт, что не может уснуть из-за опасности перевернуться и захлебнуться водой, но в то же время всё больше поддаётся желанию «быть слабой… заснуть… и увидеть сон об овечках».
Исследователь Рон Мой и журналист Грэм Томсон считали, что Кейт Буш удалось выразить в композиции мысль, что ужас ситуации скрывался не в реальном положении вещей, а в силе человеческого воображения. Строчка «I can’t be left to my imagination» («Моё воображение не может оставить меня») — ключевая фраза второй стороны пластинки, поскольку «Девятый вал» представлял собой «паническое плавание в мутных водах человеческой психики». Таким образом, песня была скорее о том, что образы, порождаемые воображением человека намного страшнее всего, что есть в реальном мире; и тем не менее, воображение остаётся самым ценным творческим ресурсом. В конце композиции персонаж проваливается глубже в собственное подсознание, с аллегорическими намёками на помутнение — упоминаниями в тексте маков и погружения на глубину. Строчка «like poppies, heavy with seed» (рус. «как маки, тяжёлые от семян») вызывала несколько ассоциаций: с сонными цветами из «Волшебника из страны Оз»; с использованием маков как источника опиатов; и с символическим значением цветов в Великобритании, где они являются напоминанием об умерших в Первой мировой войне.
С композиционной точки зрения песня продолжала традицию более ранних фортепианных работ Кейт Буш. Не считая нескольких речитативных отрывков, интерлюдий с криками чаек и небольших мелодических линий бузуки и вистлов, трек строился на двух партиях — фортепиано и основного вокала. Мелодия и манера исполнения отражали более мрачное повествование второй части альбома, при этом композиция выступала «затишьем перед бурей», создавая посредством спокойной мелодии ложное убаюкивающее настроение. Трек был отделён от следующего коротким моментом тишины и спокойствия, после которого идиллическая атмосфера намеренно разрушалась.

### «Under Ice»
В песне «Under Ice» (рус. «Подо льдом») персонаж сюиты впадает в беспокойный сон, в котором видит яркие и противоречивые видения о попадании в ловушку подо льдом. В сюжете песни главный герой переносится из моря, катаясь на коньках по льду замёрзшей реки и наблюдая сверху за своим тонущим «я». Текст композиции отражает многочисленные свидетельства людей, переживших клиническую смерть и рассказывавших, что видели собственное тело, как бы находясь вне его. Лейтмотивом песни являлся страх смерти от утопления. Образ катания на коньках подчёркивался целым набором резких свистящих и фрикативных звуков в словах «skating», «cutting», «splitting», «spitting», дробивших фразы на мелкие звуковые куски. В конце трека был добавлен медленно затухавший крик «It’s me!» (рус. «это я!»), как отражение борьбы рассказчика, оказавшегося в ледяной ловушке.
Композиционно песня была основана на семплированных звуках и голосах и являлась одной из самой минималистичных и строгих в альбоме. Буш вспоминала, что записала песню очень легко, всего за один день. «Under Ice» демонстрировала достижения звукозаписи, прежде всего синтезатора Fairlight, позволявшего артисту ко времени студийной записи иметь уже близкую к финальной версии минусовку. Партия нисходящего стаккато струнных мелодически повторяла вокальную; в последней Буш снова нарочито использовала свой южно-английский акцент в словах «fast» и «past». Аранжировка песни была дополнена примечательными музыкальными эффектами: бегущей воды, грома (или треска льда), звуком сонара подводной лодки, продолжавшего тему морских сражений, а также бессвязными обрывками диалогов.

### «Waking the Witch»
«Waking the Witch» (рус. «Пробуждение ведьмы») состояла из двух разнохарактерных частей. Меньшая первая была построена на протяжённых по времени фортепианных пассажах, поверх которых были записаны многочисленные фразы разных людей, побуждающие персонажа скорее пробудиться. Судя по их содержанию, к героине обращались родственники и друзья её детства. Фразы записали мама, папа, братья Кейт Буш, Дэл Палмер, Брайан Тэнч и актёр Робби Колтрейн. Общую фактуру разбавляли звуки песен китов.
Медитативная первая часть песни резко обрывалась энергичной второй. По сюжету героиня сюиты внезапно видит эпизод из прошлой жизни, в котором попадает в Средневековье, где как подозреваемая в колдовстве подвергается испытанию водой — варварской пытки, в которой женщин связывали и бросали в воду, так как считалось, что невиновная потонет, а ведьма всплывёт на поверхность. Ведьмовство и парадоксальность испытания водой, в котором невиновность доказывается смертью, как метафоры, привнесли в сюжет «Девятого вала» проблематику феминизма. Буш говорила, что композиция символизировала страх перед женской властью, отмечая, что «женские интуиция и инстинкты невероятно сильны, но всё ещё подавляются».
Британский музыковед Шейла Уайтли исследуя репрезентацию мужского и женского в образах популярной музыки отмечала, что ведьмы издавна рассматривались как воплощение женской сексуальной раскрепощённости, поэтому их образ стали использовать как антитезу патриархальному воспитанию, с его покорностью и рецептивностью. Применение таких архетипов в музыке, по мнению исследовательницы, помогает «воспеть женское начало», что и было продемонстрировано в «Waking the Witch»: в песне представлена леденящая душу история экзорцизма и несправедливой пытки молодой женщины, взывающей о помощи словами «помогите чёрному дрозду, камень привязан к моей ноге». Упомянутый в тексте чёрный дрозд являлся аллегорическим образом, который постоянно присутствовал в творчестве Кейт Буш. В фольклоре птица часто рассматривалась как символ тёмных сил, греха и плотских искушений, и могла являться отсылкой к фамильярам — духовным союзникам ведьм, посредникам между человеческим, животным и духовным мирами.
Вторая часть «Waking the Witch» являлась очень театральной по изложению. Повествование в песне построено в форме диалога между обвиняемой и инквизитором, чей голос также записала сама Буш, обработав его через синтезатор и сильно понизив тон. Выкрики осуждающей толпы добавляли к сюжету песни тему суда Линча, с его коллективной истерией и выкриками «виновна, виновна, виновна!». В данном контексте, повествование «Waking the Witch» пересекалось с пьесой «Суровое испытание» (1953) американского драматурга Артура Миллера.
Музыкально вторая часть «Waking the Witch» была более разнообразной, чем первая. Агрессивный тон музыке придавали энергичная партия ударных, сыгранных Чарли Морганом, и звуки отрывистой электро-гитары Алана Мёрфи. Звук вертолёта был заимствован из альбома The Wall (1982) группы Pink Floyd. Рон Мой считал, что его наличие в песне было не только отсылкой к произведениям со схожими мрачными сюжетами, как «Апокалипсис сегодня» (1979) Фрэнсиса Форда Копполы, но и намёком на раннее творчество певицы, когда одним из её наставников являлся Дэвид Гилмор.

### «Watching You Without Me»
Песня «Watching You Without Me» (рус. «Видеть тебя без меня») меняла эмоциональный настрой второй части альбома и возвращала слушателя к лиминальному состоянию персонажа, застрявшего между жизнью и смертью, сновидением и реальностью. Героиня представляет себя призраком, появляющимся дома и наблюдающим как её возлюбленный смотрит на часы, ожидая её возвращения. Бесплотная, она не может ничего сказать, как Эбенизер Скрудж в рождественской повести «Рождественская песнь в прозе» Чарльза Диккенса.
При исполнении Буш использовала несколько вокальных приёмов, чтобы обозначить отсутствие коммуникации между персонажем и её возлюбленным, находящимся в реальном мире. Некоторые строчки специально исполнены невнятно, как «You can’t hear me» (рус. «Ты меня не слышишь»), пропетая сквозь зубы. Подобная техника напоминала о вокальной манере Роя Харпера и Джона Мартина. Ближе к концу песни появлялась вокальная секвенция в восточном стиле, будто бы исполненная на иностранном языке, но также намеренно неразборчивая. В кульминационном моменте трека были помещены обрезанные на кусочки фразы, усиленные эхом.
В инструментовке песни, как и в «And Dream of Sheep», создавалось ощущение затуманенного наркотического оцепенения. Напоминающие перезвон колокольчиков нисходящие синтезаторные мелодии и слегка беспорядочная глайдовая партия контрабаса, исполненная Дэнни Томпсоном, отсылали к классическим примерам эмбиента — будь то работы Томпсона с Джоном Мартином, как альбом Solid Air (1973), или же экзотический японский ориентализм. Исполненная Эллиотом Стюартом ненавязчивая партия ударных, в основном состоявшая из ударов в обод барабана и звуков перкуссии, специально оставляла звуковое пространство для других музыкальных элементов.

### «Jig of Life»
Динамичная композиция «Jig of Life» (рус. «Джига бытия») вновь меняла настроение альбома, внося нотки надежды в повествование. В сюжете песни героиню посещала она сама из будущего, в образе старой дамы, умоляющей позволить ей жить, показывая какое благополучие ждёт девушку: двое детей и долгая, богатая на события жизнь. В этой части повествования персонаж находился в некоем трансцендентальном месте, где «сходятся все перекрёстки» и решается его судьба. Кейт Буш поясняла, что после всех испытаний, которым подверглась героиня в предыдущих песнях, было необходимо ей немного помочь. Форма поддержки, в которой девушка встречала своё будущее «я», увещевавшее её бороться за свою жизнь и тем самым спасти ещё не рождённых детей, снова несла в себе отголоски «Рождественской песни в прозе» Диккенса, в которой Рождество было аллегорически изображено в качестве трёх разновозрастных фигур. Увещевания старой дамы в песне по тону сильно отличались от произведения Диккенса, будучи подчёркнуты просторечиями, как в строчке «C’mon let me live girl» (рус. «Давай-ка, девочка, позволь мне жить»).
Музыкальное сопровождение подчёркивало духоподъёмный тон песни. В его основу были положены партии ирландских традиционных инструментов, аранжированные Биллом Уиланом. Композицию наполняли быстрые переборы нот и смены аккордовых последовательностей на народных скрипках, вистлах, бузуках, волынке и бодране. Традиционные инструменты сочетались с электрической бас-гитарой и партиями ударных двух рок-барабанщиков — Стюарта Эллиота и Чарли Моргана. Особенно сильными музыкальными эффектами являлись атональность на 44 секунде, повторённая ещё раз в середине песни, и следующая далее модуляция.
Кейт Буш признавалась, что окончательно дописала песню в Ирландии и старалась в исполнении отразить, в том числе, англо-кельтское происхождение своей семьи. В пении артистки был сознательно применён искусственный «ирландский» акцент. Тем же свойством отличалась речитативная часть, исполненная её братом Джоном в конце композиции, в которой он выступил в роли средневекового барда.

### «Hello Earth»
В драматичной и кинематографичной композиции «Hello Earth» (рус. «Здравствуй, Земля») персонаж мысленно переносился из воды в небо, откуда смотрел вниз на Землю и понимал свою незначительность перед лицом величия планеты и бесстрастных сил природы — надвигающихся гроз, порывов ветра, бушующего моря — «убийцы спокойствия» в строчках песни. Кейт Буш объясняла, что пыталась вывернуть наизнанку повествование, противопоставив нахождению в воде полёт в космосе и наблюдение с высоты за отражением звёзд на волнах. В ходе песни ранее бушевавшие силы природы успокаивались. Певица называла композицию «колыбельной Земле».
Основная часть «Hello Earth» представляла собой редкий для пластинки пример полноценной романтической баллады. Начинавшись записью разговоров космонавтов, композиция переходила в простой вступительный куплет, строившийся на партиях вокала и фортепиано. На 58 секунде настроение «Hello Earth» менялось: вступала партия мощных ударных с сильной реверберацией, придававшая произведению широкое пространственное звучание.
Во второй части припева вступал хор Ричарда Хикокса, певший под аккомпанемент струнных. Буш признавалась, что в процессе написания композиции у неё возникли «большие дыры в припевах», которые в конечном итоге были заполнены грузинской народной песней «Цинцкаро», которую исполнительница услышала на саундтреке к фильму «Носферату — призрак ночи» (1979). Хор Хикокса перезаписал вокальные партии на основе оригинала.
Второй куплет и припев меняли настроение композиции. В тексте появлялись упоминания «Бури» и строчка «убийца спокойствия», привносившие в песню шекспировские нотки. К ним добавлялись предостережения тем, кто ещё находился в водах — рыбакам, морякам и спасателям, что несколько меняло масштаб повествования, выходя за пределы истории одного человека. В аккомпанементе снова появлялись кельтские инструменты, как и в предыдущем треке, хотя и в сокращённом виде.
Далее в припеве снова вступал хор, но в этот раз более развёрнуто, под аккомпанемент струнных и звуки эхолота. В конце трек переходил в тревожную по аранжировке и интонации коду, в которой подруга Кейт Буш записала на немецком строчку «Tiefer, tiefer, irgendwo in der Tiefe gibt es ein Licht» (рус. «Глубже, глубже, где-то в глубине есть свет»). В самом конце исполнительница произносила фразу «засыпай, маленькая Земля».

### «The Morning Fog»
В композиции «The Morning Fog» (рус. «Утренний туман») главная героиня «Девятого вала» переживала катарсис: наступало утро нового дня и с ним приходило спасение. Благожелательная сила природы, в виде утреннего тумана, порождённого волнами, сбросившими девушку за борт корабля, приносила её к берегу, вернув к жизни буквально и иносказательно — со вновь вспыхнувшей любовью к существованию. Финальная композиция была намеренно написана как воплощение «спасения» во многих смыслах, как способ вытащить героиню и слушателя из трясины и вернуть к свету. Буш объясняла, что в данной песне «все выбираются из воды», как бы продолжая начатое в «Hello Earth» более широкое толкование «Девятого вала» — отход от истории одного человека и обращение к проблематике человечества в целом. По словам исполнительницы, основной смысл «The Morning Fog» заключался в том, что нужно быть благодарным за то, что имеешь.
Песня представляла собой короткую, динамичную и очень простую по инструментовке композицию, создававшую ощущение лёгкости и расслабленности, подчёркнутое мелодической партией баса Дэла Палмера и переборами испанской гитары Джона Уильямса. В исполнении Буш применила характерное для неё сочетание вокальных гармоний и напевов. Лирическое повествование при этом было исполнено в типичном для исполнительницы парадоксальном ключе: пройдя через суровые испытания, героиня не поднималась к яркому свету солнца, а падала «в сладкий утренний туман». Холли Крузе интерпретировала «падение» как возвращение из мира духовного в мир вещественный.
Рон Мой считал, что во второй части песни Буш и героиня сюиты сливались воедино, а текст можно рассматривать как своеобразное обращение исполнительницы к самой себе. Пронизанная светлыми чувствами «The Morning Fog» выражала радость и благодарность только что вырвавшегося из непростой ситуации человека, полного решимости чествовать те вещи, что имеют реальное значение: жизнь, любовь, природу и семью. «Я целую землю», — пела в композиции Буш, заканчивая альбом обещанием рассказать матери, отцу, возлюбленному и братьям, как сильно она их любит.

## Выпуск альбома

### Рекламная кампания
После выпуска альбома The Dreaming, пока Кейт Буш отсутствовала в медиа-пространстве, музыкальный бизнес сильно изменился: появление Мадонны положило начало эпохе дерзкой и откровенной сексуальности, телеканал MTV стал главной «фабрикой звёзд», уже отгремел «большой взрыв» появления компакт-диска, а ударные инструменты, обработанные эффектом «гейтированной реверберации», использовали все артисты, от Дэвида Боуи до Брюса Спрингстина. Мир стремительно шёл вперёд, и Буш выпала из фокуса внимания мейнстрима. В выпуске журнала New Musical Express от 3 августа 1985 года её имя было упомянуто в статье под названием «Где они сейчас?». Через два дня после появления публикации состоялся выпуск сингла «Running Up That Hill» и ситуация кардинально поменялась. Певица впервые за долгое время выступила на телевидении в вечернем шоу Терри Вогана и в музыкальной программе Top of the Pops. В последнюю треть 1985 года и период ещё нескольких последующих лет она давала многочисленные интервью, выступала в телевизионных программах и на церемониях музыкальных премий.
К моменту релиза альбома EMI уже хорошо знал, что Кейт Буш не стоит указывать, что делать, а исполнительница после коммерческого провала The Dreaming стала более прагматичной. Небольшой спор между ними произошёл по поводу выбора первого сингла: лейбл планировал выпустить «Cloudbusting», а Буш — «Running Up That Hill», изначально называвшийся «A Deal With God» (рус. «Сделка с Богом»). Издатель рекомендовал певице изменить название, в связи с проблемами, которые оно могло вызвать на рынках католических стран и США. Хотя Буш считала гипотетическую возможность запрета сингла из-за упоминания в названии Бога нелепой, она пошла на компромисс. «Running Up That Hill» получил практически всеобщее признание критиков и коммерческий успех. В Великобритании он добрался до 3-го места в национальном чарте. Будучи самым большим хитом исполнительницы со времени её дебютного сингла, он повторил успех уже по всему миру, со временем став самой известной песней Кейт Буш.
Альбом был презентован в Лондонском планетарии 9 сентября 1985 года, а через неделю — 16 сентября — появился в магазинах. Последние месяцы 1985 года исполнительница занималась рекламной кампанией пластинки не только в Европе, но и за её пределами. В середине ноября она впервые с 1978 года посетила США. Положительная реакция публики и критики на «Running Up That Hill» подтолкнула американское отделение EMI заняться развитием карьеры Буш в стране. Исполнительница согласилась провести промотурне по Северной Америке, дав несколько интервью в ноябре в Нью-Йорке, а также посетив студию MTV. В магазине сети Tower Records в Гринвич-Виллидж была организована встреча с поклонниками, где певица подписывала пластинки. Толпа желавших увидеть Буш растянулась на несколько сотен метров. Поддержанный рекламной кампанией «Running Up That Hill» в конце ноября достиг 30-го места в американском национальном чарте.
В поддержку альбома были выпущены ещё три сингла. «Cloudbusting» достиг 20 места в Великобритании в октябре 1985 года, а в марте 1986 года сингл «Hounds of Love» поднялся на 18-ю строчку британского чарта. Летом 1986 года 37-го места достиг сингл «The Big Sky». Плохие показатели последнего объяснялись тем, что он был выпущен спустя несколько дней после аварии на Чернобыльской АЭС и звучавшие в песне призывы «посмотреть в небо» воспринимались неоднозначно. Для продвижения синглов использовался привычный для музыкальной индустрии 1980-х годов приём издания песен в танцевальных версиях, ставших популярными на рынке после коммерческого успеха в 1984 году многочисленных ремиксов на «Two Tribes» группы Frankie Goes to Hollywood. Все четыре сингла были дополнительно изданы в танцевальных версиях на 12-дюймовых грампластинках. Ремикс на «Running Up That Hill» использовался для рекламы песни на международном рынке, особенно в США, где стал хитом дискотек. Для 12-дюймовой пластинки «Hounds of Love» певица записала альтернативную версию композиции, которую часто ошибочно считают ранней демозаписью.

### Дизайн
Помимо продюсирования своей музыки, Кейт Буш также самостоятельно занималась своим публичным имиджем, особенно после неудачного опыта работы с фотографом Джередом Малковицем в начале карьеры, фотографировавшим её в провокационной манере. Визуальное оформление альбома исполнительница доверила своему брату фотографу Джону Кардеру Бушу. Обложка Hounds of Love отличалась от более ранних шутливых оформлений релизов певицы. На этот раз артистка была представлена в более стильном и чувственном образе: смотрящей с вызовом на зрителя и обнимающей двух гончих собак. Гамма оформления была приглушённой, а макияж имитировал расцветку платья и лиловый фон, напоминавший ночное небо. Волосы певицы, разбросанные веером, будто бы плавали на воде.
Задняя обложка была выполненной в той же манере, в приглушённых, почти монохромных тонах. На ней Буш в спасательном жилете томно выныривала из усыпанной цветами воды. Образ был создан с отсылкой к «Орфелии» Милле и иллюстрировал драматический сюжет «Девятого вала». В целом оформление пластинки, как и почти все визуальные образы, связанные с певицей, отрицало эстетику популярной культуры, отсылая к серьёзному искусству и изысканности.
Исполнительница также контролировала дизайн обложек синглов. Для оформления «Running Up That Hill», «Cloudbusting» и «The Big Sky» использовались изображения из музыкальных видеоклипов. Для выпуска «Hounds of Love» в январе 1986 года Буш сделала отдельную фотосессию, где предстала в типичной для арт-рок релизов того времени моде: певица была показана на обложке только наполовину, а на заднем плане помещалась фотография озера, освещённого солнечным светом. Оформление подразумевало стремление к бегству в идеализированную сельскую утопию.

### Видеография
Кейт Буш ещё в 1970-х годах выступала пионером в сфере использования музыкальных видео для рекламного продвижения песен. К середине 1980-х годов видеоклипы стали играть более существенную роль в музыкальной индустрии, особенно на волне популярности MTV. Мировой успех «Триллера», снятого Джоном Лэндисом для Майкла Джексона, привёл к тому, что каждый новый крупный релиз сопровождался рекламными промо-видео. Все синглы с Hounds of Love сопровождались дорогостоящими высококачественными видеоклипами. В соответствии с тенденцией времени, Буш отказалась от танца как главного средства визуальной репрезентации песен, поэтому клипы на три последних сингла были скорее похожи на короткометражные фильмы.
 «Running Up That Hill»
 «Cloudbusting»
 «Hounds of Love»
 «The Big Sky»
Видеоклип на «Running Up That Hill» снял режиссёр Дэвид Гарфат. В основу визуального ряда был положен парный танец модерн Кейт Буш и её партнёра, обыгрывавший строчки песни. В отличие от чрезмерного буквализма жестов в ранних видео исполнительницы, в данном случае танцевальные движения носили более символический смысл и свободный характер, иногда пересекаясь с текстом, а иногда отклоняясь от повествования. По мере звучания записи, хореография становилась всё более привязанной к тексту, со сценой «бега по дороге». В конце клипа танцоры символически изображали позами стрельбу из лука «стрелой Купидона».
Музыкальный клип на «Cloudbusting» снимали три дня в сентябре 1985 года на холме Уффингтонской белой лошади в графстве Оксфордшир. К амбициозному проекту исполнительница привлекла голливудскую звезду Дональда Сазерленда и британского кинорежиссёра Джулиана Дойла, наиболее известного по работе над фильмами комик-группы «Монти Пайтон». Сюжет шестиминутного видео близко к тексту песни пересказывал историю Вильгельма Райха, которого сыграл Сазерленд. Кейт Буш в видео исполнила роль его сына Питера Райха. Для видео была построена модель «тучебоя», повторявшая оригинал в общих чертах. В одной из сцен Питер в исполнении Буш обнаруживал у отца в кармане собственную книгу, изданную спустя много лет после показанных в клипе событий.
Режиссёром «Hounds of Love» стала сама исполнительница, на что повлияло стремление Буш к полному творческому контролю, её участие в раскадровках ранних видео и дружба с Терри Гиллиамом. Прообразом для клипа стал фильм Альфреда Хичкока «Тридцать девять ступеней» (1935), что объясняло постпостмодернисткое появление в видео двойника режиссёра. По сюжету героиню Буш похищает мужчина, которого пытаются задержать представители власти. Как и в фильме Хичкока, он приковывает исполнительницу наручниками к себе. Эстетически работа отсылала к 1940-м годам, напоминая фильмы «Миссис Минивер» (1942) и «Короткая встреча» (1945). Соответствующую атмосферу создавали наряды актёров — джемперы Fair Isle, классические костюмы и твид; и причёска исполнительницы — собранные в пучок волосы по моде военного времени. Сцена вечеринки с танцем главных героев являлась аллюзией на актёрские работы Рудольфо Валентино.
Видеоклип на «The Big Sky» Буш также сняла самостоятельно, отдав дань своей любви к киноискусству. Визуальный ряд отсылал к таким произведениям, как «Поющие под дождём» (1952), «Питер Пэн» (1953), «Мэри Поппинс» (1964), а также военным фильмам как жанру.
В 1986 году, после успеха Hounds of Love, видеоклипы были изданы в виде мини-альбома Hair of the Hound, имевшего большой коммерческий успех в Великобритании, возглавив чарт продаж видеоальбомов.

### Коммерческий успех
Hounds of Love стал хитом продаж в Великобритании. Популярность «Running Up That Hill» позволил альбому в первую же неделю выпуска возглавить британский чарт, сместив с первого места Like a Virgin Мадонны. Представители EMI, вдохновлённые успехом, рекламировали альбом с удвоенной силой. За первые девять месяцев пластинка разошлась тиражом более 600 тысяч экземпляров, в десять раз превышавшим продажи предыдущей работы Буш. Hounds of Love стал четвёртым по проданному количеству компакт-дисков в стране, вслед за классическими Brothers in Arms и Love over Gold группы Dire Straits, и No Jacket Required Фила Коллинза. На волне успеха исполнительница получила три номинации на премию Британской ассоциации производителей фонограмм BRIT Awards 1986 года: в категориях «лучшая британская исполнительница», «лучший альбом» и «лучший сингл». В 2003 году проданный тираж альбома в стране приблизился к одному миллиону экземпляров.
В ноябре 1985 года Hounds of Love добрался до 7-го места в общеевропейском чарте European Top 100 Albums, достигнув 1-го места в Нидерландах, 2-го места в Западной Германии, 3-го места в Швейцарии, 9-го места в Швеции и Дании, 12-го места в Норвегии, 14-го места в Австрии. Во Франции пластинка смогла подняться на 9-е место, получив золотой статус за 100 тысяч проданных экземпляров в 1986 году. В Нидерландах Hounds of Love получил золотой статус за тираж в 50 тысяч экземпляров в 1988 году; в Германии — платиновый статус за 500 тысяч проданных экземпляров в 1993 году.
В США работа накануне католического Рождества 1985 года заняла 30-е место. В Канаде работам Кейт Буш всегда сопутствовал коммерческий успех, а Hounds of Love стал её самым быстро распродаваемым альбомом, получив платиновый статус за 100 тысяч экземпляров в очень короткий срок, уже в декабре 1985 года. Альбом также достиг 6-го места в Австралии, 17-го места в Новой Зеландии и 36-го места в Японии с проданным тиражом в 24 тысячи 800 экземпляров. В общей сложности было продано 3 миллиона экземпляров Hounds of Love по всему миру. Диск стал самым коммерчески успешным студийным альбомом Кейт Буш и, по воспоминаниям певицы, обеспечил ей творческую свободу: «Только успех [альбома] заставил их [EMI] оставить меня в покое. Он их просто заткнул». На фоне общей популярности исполнительницы EMI в 1986 году выпустил сборник лучших песен певицы The Whole Story, ставший её самым успешным по продажам релизом, разойдясь тиражом более 6 миллионов экземпляров.
В 2014 году, в связи с серией лондонских концертов исполнительницы Before the Dawn, альбом вернулся в первую десятку чарта Великобритании, побывав на 9-й позиции. В 2022 году Hounds of Love снова стал популярен, вошёл во многие хит-парады мира и возглавил американский чарт Billboard Top Alternative Albums после появления песни «Running Up That Hill» в сериале Netflix «Очень странные дела».

## Музыкальная критика

### Рецензии 1985—1986 годов
| Оценки критиков     | Оценки критиков |
| Источник            | Оценка          |
| ------------------- | --------------- |
| The Beat Magazine   | (без оценки)    |
| Melody Maker        | (без оценки)    |
| No. 1               | (без оценки)    |
| New Musical Express | (без оценки)    |
| Record Mirror       | [ 115 ]         |
| Smash Hits          | 9/10            |
| Sounds              | [ 117 ]         |

Все ведущие британские музыкальные журналы, за исключением Melody Maker, дали положительные отзывы об альбоме. Ронни Рэндалл в рецензии для еженедельника Sounds поставил альбому пять звёзд из пяти, назвав его «чертовски крутым». Журналист писал, что пластинка освещала все стороны человеческого существования в «драматичном, трогательном и необузданно бесстыдном, но прекрасном романтическом свете». Робин Смит из Record Mirror также высоко оценил диск, подчеркнув, что с ним исполнительница восстановила свои пошатнувшиеся позиции в музыкальном бизнесе. В молодёжном музыкальном журнале Smash Hits альбом был назван «выбором месяца» редакции. Рецензент Крис Хит поставил оценку в девять баллов из десяти и похвалил как первую половину пластинки, так и «Девятый вал». Даже Мик Уолл в посвящённом хеви-металу журнале Kerrang! писал: «Юная Кейт — чёртов гений». На рецензента журнала Melody Maker Колина Ирвина пластинка произвела в целом положительное впечатление, но он дал более сдержанную оценку. Журналист высказал мнение, что Буш научилась самоконтролю, не жертвуя при этом вдохновением. Разочарование вызвал «Девятый вал», предъявлявший, по мнению автора статьи, завышенные требования к слушателю. Тематику сюиты он находил слишком запутанной, а исполнение вымученным и неестественным.
Наиболее показательной являлась реакция законодателя британской музыкальной моды — еженедельника New Musical Express, объявившего, что Кейт Буш наконец-то стала «крутой». Музыкально и повествовательно Hounds of Love не сильно отличался от предыдущего коммерчески провального альбома The Dreaming, но только в этот раз публика оказалась готова воспринять творческие эксперименты Кейт Буш, писала музыкальный журналист Джейн Соланас в рецензии для журнала. Она назвала Hounds of Love лучшим альбомом года, особо отметив его необычность и уникальное качество певицы — умение постоянно делать записи эротичными. Автор находила, что пластинка не вписывалась ни в категорию подростковых релизов, ни в категорию релизов для более старших поколений, а основными темами диска являлись отчаяние, смятение и страх — прежде всего любви. По её мнению, «Девятый вал», несмотря на спорность концептуальных альбомов в целом, оказался творческой удачей исполнительницы, хотя он и мог разозлить тех, кто привык к более традиционным песням Буш.
Hounds of Love также получил положительные отзывы в ряде европейских изданий. Дермот Стокс из ирландского Hot Press поставил альбому 11 баллов из двенадцати. Певица максимально приблизилась к созданию своего «magnum opus», писал критик. Журналист Франсис Дордор в колонке для парижского музыкального журнала Best описывал альбом как интеллектуальный продукт, который знает как отыскать дорожку к умам обывателей. Рецензент похвалил как «Девятый вал» за концепцию, так и пластинку в целом, отметив её широкий набор «цветов, ароматов и страстей».
| Оценки критиков | Оценки критиков |
| Источник        | Оценка          |
| --------------- | --------------- |
| Rip It Up       | (без оценки)    |

Американские критики всегда рассматривали Кейт Буш как нишевого артиста альтернативной сцены. Расхожим являлось описание исполнительницы как «помеси Стиви Никс, Джони Митчелл, Нины Хаген и Марты Дэвис», появившееся в 1982 году в рецензии Майкла Дэвиса для журнала Creem. В последующие годы певицу часто помещали в категорию «чувственных» женщин-исполнительниц, наряду с Джейн Сиберри и Сарой Маклахлан. С выпуском Hounds of Love отношение к Буш в стране начало меняться, а сам альбом получил большое количество положительных отзывов от мейнстримовых изданий. Пэл Ламберт в рецензии для «Уолл-стрит джорнэл» писала, что певица сделала серьёзную заявку на то, чтобы стать главным вокалистом в поп-музыке. В газете «Лос-Анджелес таймс» пластинку назвали «мрачным и мечтательным шедевром», а в «Бо́стон Глоб» — «торжественным чествованием бытия и любви». Пионер андерграундного диджеинга Майкл Тирсон в статье для журнала Audio назвал альбом лучшей работой Кейт Буш на тот момент. Отметив присущую творчеству артистки сложность и бесстрашие к экспериментам, он полагал, что на Hounds of Love «вызов слушателю» был «как никогда силён», а исполнительница достигла зрелости и полностью реализовала свой потенциал. Джон Рокуэлл в статье для «Нью-Йорк таймс» описал Кейт Буш как уникальный музыкальный феномен и мастера в создании музыкальных текстур, которым мог бы позавидовать Брайан Ино.
| Оценки критиков            | Оценки критиков |
| Источник                   | Оценка          |
| -------------------------- | --------------- |
| Audio                      | B / A+          |
| Billboard                  | (без оценки)    |
| Cashbox                    | (без оценки)    |
| Creem                      | (без оценки)    |
| Hi-Fi News & Record Review | A*:1*           |
| Los Angeles Times          | [ 129 ]         |
| Pelo                       | (без оценки)    |
| Rolling Stone              | (без оценки)    |
| RPM                        | (без оценки)    |
| Spin                       | (без оценки)    |
| Stereo Review              | (без оценки)    |
| The Village Voice          | (B)             |

В нескольких публикациях подчёркивалось сближение стилистики альбома с мейнстримом США. В профильном журнале о музыкальном бизнесе Billboard сообщалось, что в этот раз исполнительница представила своё типично британское звучание в более доступной форме, приближённой к американской поп-музыке, а концептуальный «Девятый вал» предназначался для её давних поклонников и радиостанций альтернативной направленности. Стив Маттео в рецензии для Spin также отметил, что Hounds of Love делал заявку на то, что такой уникальный артист как Кейт Буш наконец-то будет замечен американской широкой общественностью и получит такое же признание, как и в Великобритании. Исполнительница всегда старалась вытащить слушателя из зоны комфорта, писал Марк Пил в статье для нью-йоркского журнала Stereo Review, но в новом альбоме она остановилась где-то посередине между поп-музыкой и авангардом. Журналист находил, что альбом лучше услышать, чем читать его описание, так как композиционная, инструментальная и продюсерская изощрённость Буш прекрасно оттеняла её уникальное, необычное мироощущение. «Только она могла придать столь макабрическому сюжету такую соблазнительность», — писал критик.
Пластинка получила смешанные отзывы от части американских критиков. Роберт Кристгау в заметке для The Village Voice признавался в любви и уважении к Кейт Буш и восхищался звучанием пластинки, но напомнил, что создание альбома пронизанного романтикой в духе викторианской Англии в середине 1980-х годов выглядело излишне старомодно. «„Мастерица Мистицизма“ соткала ещё один альбом, который одновременно поражает талантом и утомляет», — писал Роб Танненбаум в рецензии для Rolling Stone. Критик полагал, что и в 27 лет певица осталась ребёнком в душе, который может пропадать в своих фантазиях, а после сочинять на их основе песни. Не став спорить с тем, что певица чрезвычайно талантлива, Танненбаум подчеркнул её схожесть с Джонатаном Ричманом, «ещё одним вечным ребёнком рок-музыки». Творческие воззрения обоих артистов могут показаться глупыми тем людям, которые руководствуются принципом «детей должно быть видно, но не слышно», подытожил журналист. Музыкальный критик и издатель Trouser Press Айра Роббинс в статье для журнала Record дал пластинке смешанную оценку. Упомянув неоспоримый талант, мастерство и остроумие Кейт Буш, он заметил, что «есть что-то неприятно архаичное в этом поп-альбоме, который, кажется, из кожи вон лезет, чтобы его воспринимали как высокое искусство».
По результатам опроса британских критиков журналом New Musical Express релиз занял 10-е место в списке лучших альбомов 1985 года, её лид-сингл 3-е, а сама певица была провозглашена женщиной года. Американские музыкальные специалисты в опросе Pazz & Jop поместили Hounds of Love на 18-е место в списке лучших альбомов 1985 года, а «Running Up That Hill» на 10-ю строчку списка лучших синглов.

### Ретроспективные оценки
| Оценки критиков               | Оценки критиков |
| Источник                      | Оценка          |
| ----------------------------- | --------------- |
| Encyclopedia of Popular Music | [ 139 ] [ 140 ] |
| MusicHound                    | [ 141 ]         |
| Q                             | [ 142 ]         |
| Spin Alternative Record Guide | 8/10            |

В биографической статье 1989 года для рок-энциклопедии советского журнала «В мире книг» альбом описывали как запись, состоявшую из глубоко психологических песен, объединённых общей тематикой и музыкальным колоритом — сложным драматическим поп-роком. Роб Шеффилд в статье для музыкального справочника Spin Alternative Record Guide 1995 года поставил альбому 8 баллов из десяти. Как отмечал журналист, Hounds of Love со временем стали называть «поп-альбомом» Кейт Буш, что было бы верно, если бы словом «поп-музыка» можно было описать концептуальный альбом об утопающей девушке. Лучшими песнями пластинки Шеффилд назвал наполненные энергией новой волны «Running Up That Hill», «The Big Sky» и «Hounds of Love». В ретроспективной рецензии 1997 года для журнала Q, приуроченной к переизданию альбома, журналист Том Дойл писал, что Hounds of Love выдержал проверку временем и только звуки драм-машины Linn drum напоминали о времени создания записи. Поставив пластинке высшую оценку, рецензент пояснял, что она стала огромным художественным и коммерческим успехом для Кейт Буш.
Автор и главный редактор «Энциклопедии популярной музыки» Колин Ларкин в издании 1998 года поставил Hounds of Love четыре балла из пяти возможных. Музыковед писал, что по любым стандартам альбом являлся исключительным феноменом и стал иллюстрацией зенита творческих сил Буш. Такие песни, как «Mother Stands for Comfort» и «Cloudbusting» раскрыли исполнительницу не только как талантливого автора и исполнителя, но и как выдающегося продюсера. В справочнике главных рок-альбомов MusicHound (1999) диск получил оценку в 4 балла из пяти. Рецензент Дэвид Галленс писал, что на Hounds of Love исполнительница нашла идеальный творческий баланс, соединив мелодраматичность с осторожными нотками кельтской музыки и чувственной полиритмией.
| Оценки критиков               | Оценки критиков |
| Источник                      | Оценка          |
| ----------------------------- | --------------- |
| AllMusic                      | [ 3 ]           |
| Encyclopedia of Popular Music | [ 146 ]         |
| The Great Rock Discography    | 7/10            |
| Laut.de                       | [ 148 ]         |
| Pitchfork                     | 10/10           |
| The Rolling Stone Album Guide | [ 149 ]         |

Шотландский музыковед Мартин Стронг в энциклопедии The Great Rock Discography (2000) оценил запись в 7 баллов из десяти, напомнив о том, что большое количество музыкальных критиков восторженно отнеслись к пластинке, а сама исполнительница в период её создания находилась на творческом пике, отыскав золотую середину между мелодичностью, драматичностью и мистичностью. Джей Ди Консидайн в обзорной статье сборника The Rolling Stone Album Guide (2004) поставил пластинке 4 звезды из пяти, что означало отличную запись, но с небольшими недостатками. Критик находил, что альбом по звучанию, наряду с The Dreaming, сильно отличался от ранних произведений певицы и являлся её эталонной работой. В 2005 году пластинка была включена в альманах американских критиков «Тысяча и один музыкальный альбом, который стоит прослушать, прежде чем вы умрёте». Напомнив, что релиз получил успех как у музыкальных критиков, так и у слушателей, журналист Бруно Макдональд описал его как тот вид музыкальных релизов, которые могут понравится в не зависимости от того, являетесь вы фанатом артиста или нет. В переиздании «Энциклопедии популярной музыки» 2007 года Колин Ларкин дал Hounds of Love высшую оценку в пять звёзд.
Брюс Эдер в ретроспективной рецензии для AllMusic высоко оценил альбом, назвав его самым выдающимся релизом Кейт Буш, обеспечившим ей прорыв в американские чарты и содержавшим завидное количество хитов, во главе с «Running Up That Hill». Пластинка стала первым по-настоящему полноценным продюсерским опытом певицы, писал автор, подчеркнув, что «экспериментальный дух» прослеживался даже в мельчайших деталях записи, и вместе с тем она представляла собой удивительно мощное произведение поп-музыки. Барри Уолтерс в статье для Pitchfork поставил Hounds of Love десять баллов из десяти, посчитав, что альбом доказывал — нет таких композиторских вершин, которых не могла бы достичь Кейт Буш. Крис Робертс в статье для журнала Classic Rock упоминал, что альбом, состоявший из прогрессивной арт-сюиты о смерти и Боге и незаурядных хитов, со временем стал восприниматься как шедевр исполнительницы. По мнению журналиста, диск, представляющий собой полную противоположность устоявшимся взглядам на поп-музыку 1980-х годов, невозможно сравнить ни с какой иной пластинкой данного времени. В немецком Laut.de альбом получил редакторскую оценку в пять звёзд из пяти. Музыкальный журналист Ульф Кубанке назвал его одним из самых важных и красивых релизов 1980-х годов, сделавшим из Кейт Буш столь же важную символическую фигуру в популярной музыке XX века, какими были Фрида Кало в живописи или Вирджиния Вулф в литературе.
В 2006 году журнал Q поместил пластинку на 4 место в рейтинге «40 лучших альбомов 80-х». В 2019 году Pitchfork включил релиз в список лучших 200 альбомов 1980-х годов. В 2020 году альбом занял 68-е место в списке 500 величайших альбомов всех времён по версии журнала Rolling Stone. Журнал New Musical Express поместил Hounds of Love на 48-е место в собственном аналогичном рейтинге.

## Влияние на культуру

### Альбом в контексте «дебатов об английскости»
«Дебаты об английскости» (англ. «Englishness debate») приобрели большое значение в британской культурологии в период после 1945 года. Профессор Роберт Коллс формулировал проблему следующим образом: поколение британцев 1945—1955 годов было воспитано на мифах о Британской империи, но с движением в сторону мультикультурализма национальная идентичность начала быстро распадаться. Некоторые дилеммы английской идентичности выразил музыкант и политический деятель Билли Брэг: «Я англичанин. Я родился в Эссексе, мой отец родился в Эссексе, и так далее, десять поколений. Однако отец моей матери родился в Италии, а отец моей жены — в Испании. Я пою песни Вуди Гатри и „Интернационал“. Так и что же означают мои слова: „Я англичанин“?».
Сам вопрос английской идентичности имел негативные коннотации, связанные с чувством национальной вины за колониализм. Общее размытие понятия «английскость» в культуре не обошло стороной и британскую популярную музыку. Одним из положительных последствий распада Британской империи стало возвращение кельтских наций и других народов к своим музыкальным традициям. В отличие от Ирландии или Ямайки, английская народная музыка по большей части существовала на периферии массовой культуры: английских народных традиций скорее стыдились, чем гордились ими. В большинстве случаев успех британских и, в частности, английских музыкантов базировался на подражании американским исполнителям, дойдя до того, что нормой стало петь с американским акцентом и в рамках американских жанров.
В условиях глобальной гегемонии американской поп-культуры английская культурная мифология сохраняла значение, как естественная альтернатива. Кейт Буш сама подверглась мифологизации со стороны прессы. Наиболее характерным в данном отношении являлось описание певицы журналистом Uncut Стивеном Труссе, представившим её «великой отшельницей — сумасшедшей на чердаке британской поп-музыки, последней призрачной нитью, связывающей с той самой „старой доброй Англией“». Таким образом, Кейт Буш воспринималась одним из самых ярких образцов «английскости» в популярной музыке, даже несмотря на её англо-ирландское происхождение.
В Великобритании пресса много внимания уделяла родословной исполнительницы. Её предки по отцовской линии были выходцами из Эссекса, по материнской — из Ирландии. Буш признавалась, что ирландская музыка сильно повлияла на неё в детстве, в частности её мама и брат Падди часто слушали ирландские народные композиции, которые научили её воспринимать народную музыку как радостный и важный аспект повседневной жизни, на контрасте с тем, как англичане относились к своим традициям: «Нам трудно научиться получать удовольствие от самих себя», — отмечала артистка.
Смешанная англо-ирландская родословная сказывалась на протяжении всей карьеры Кейт Буш, но особенно ярко проявилась в Hounds of Love. Пластинку рассматривали как манифест английской идентичности во многих аспектах: вокальном исполнении, языке и стиле повествования, жанре и стилистике, культурных отсылках. В интервью, данном сразу после записи альбома, Буш рассуждала о влиянии на неё англо-ирландского происхождения и своём отношении к американской культуре:
Мне кажется, что, возможно, большая часть вещей, которые мне нравились, на самом деле были английскими, так что мои источники вдохновения не американские. В то время, как для большинства других людей… их кумиры были бы американцами.Кейт Буш, интервью, 1985
В марте 2008 года вышел номер журнала Q, посвящённый празднованию «50 лет музыки Великобритании». В издании определили основополагающие для страны альбомы, выделив в них особенности, которые считаются «наиболее британскими». Обложка Hounds of Love попала в их число, как отражение «неизменной привязанности нации к собакам». Профессор Эбигейл Гарднер, исследуя «английскость» исполнительницы Пи Джей Харви для сборника Mad dogs and Englishness: popular music and English identities (2017), сравнивала её с Кейт Буш, приводя последнюю в качестве эталона «английского артиста». Исследователь поясняла, что Кейт Буш идентифицировали как специфически и однозначно английского артиста не только из-за акцента, речи, текстов и выбора музыкальных инструментов, но и в связи с её эксцентричностью, возникшей из-за работы в рамках музыкальных и эстетических традиций, во многом восходивших к средне-классовому прогрессивному року и социальным практикам поколения психоделических 1960-х годов, с их типичным превознесением театральности и причудливости, а также из-за специфической романтизации популярной музыки, выдвинувшей на первый план проблемы творчества и гениальности артиста.

### Звукозапись
Hounds of Love оказал большое влияние на развитие звукозаписи. В общественном сознании сложилось мнение, что пионеры электронной музыки в основной массе работали на периферии музыкальной индустрии, а получали признание только посмертно. В действительности ситуация складывалась несколько сложнее и «на каждую Марианну Амахер находился свой Жан-Мишель Жарр», то есть на каждого малоизвестного первопроходца — прорывная звезда, умело прятавшая свои эксперименты на общем музыкальном фоне. Кейт Буш принадлежала ко второй категории, будучи и всемирно известной певицей, и инноватором в сфере ранних технологий семплирования, использования драм-машин и синтезаторов.
Hounds of Love не был первым альбомом певицы, при создании которого она исследовала возможности электронной музыки. Синтезаторы присутствовали в её первых двух релизах, но по-настоящему все их возможности она осознала при записи Never for Ever, в котором отошла от оркестровой поп-музыки и активно применяла электронные инструменты, включая Fairlight, Prophet-5 и Minimoog. Fairlight Буш использовала и при создании The Dreaming, но вершиной в применении электронных технологий для артистки стал Hounds of Love. «Даже в наши дни Hounds of Love остаётся одним из самых совершенных альбомов электронной музыки, в котором цифровые технологии и акустические инструменты сливаются в совершенно цельный киборгический микс, где технологии используются как средство достижения цели, а не как самоцель», — писал Бен Кардью для журнала DJ Magazine. Барри Уолтерс в статье для Pitchfork отмечал: «[Альбом] был „Оркестром сержанта Пеппера“ в эпоху расцвета цифровой музыки, вехой в интеллектуальной поп-музыке».
Во многом инновационными для звукозаписи стали методы работы Буш с синтезатором Fairlight, который она применяла в качестве ещё одного «инструмента» при создании аранжировок. «С Fairlight вы владеете всем, огромным количеством техник. Он открыл для меня бесконечный набор звуков и текстур и я могла экспериментировать с ними так, как я бы никогда не смогла без него», — говорила в интервью исполнительница. Буш использовала новые технологии совершенно по-разному в зависимости от требований конкретной композиции: в «Running Up That Hill» рядом соседствовали электронная партия том-тома LinnDrum и семпл виолончели Fairlight, который певица видоизменила до неузнаваемости, чтобы создать основной инструментальный рифф и аккомпанемент. MusicRadar в 2021 году отметил рифф в числе 40 величайших синтезаторных звуков в истории.
Кейт Буш оказала очевидное влияние на творчество многих исполнителей. Рейв-продюсеры очень любили использовать своеобразные мелодии певицы, а целое поколение британских рейверов знают «Cloudbusting» по хиту «Something Good» рейв-дуэта Utah Saints, в котором был заимствован припев композиции. В музыкальном плане артистка сильно повлияла на творчество таких исполнителей электронной музыки, как Бьорк, Big Boi и Aphex Twin. Florence and the Machine признавались, что ориентировались на «готическую тоску» Hounds of Love; Энони — на его анимализм; St. Vincent — на выраженную в нём проблематику полов и его звуковую отточенность. Группа Coldplay перефразировала ритм и аккорды «Running Up That Hill» в собственной песне «Speed of Sound».

### Музыкальная индустрия
Рон Мой, проводя параллели с теорией авторского кино, отмечал малое количество женщин-продюсеров в музыкальной индустрии, как и женщин-режиссёров в кино. Кейт Буш являлась редким исключением из данного правила: она проделала долгий путь к авторскому контролю, кульминацией которого стал Hounds of Love, на котором она выступила основным автором, музыкантом, исполнителем и продюсером. В музыкальной индустрии исполнительница являлась одним из самых ярких примеров независимой и властной женщины, самостоятельно занимающейся всеми аспектами своей карьеры, что логически должно было привести к изучению её творчества в контексте феминизма и гендерных исследований, однако этого не произошло. Одним из объяснений данного факта являлось скептическое отношение самой певицы к радикальному и сепаратистскому феминизму. В многочисленных интервью она раскрывала равнозначный интерес как к феминности, так и к мускулинности. «Меня всегда обвиняют в том, что я феминистка… возможно, я и ориентирована на женщин в моих песнях, потому что я женщина и у меня очень женские эмоции», — говорила певица в одном интервью, а в другом художественно ассоциировала себя с мужчинами: «Когда я играю на фортепиано, мне нравиться представлять себя мужчиной, не физически, а в их творческом мире… большая часть мужской музыки… по-настоящему затрагивает чувства… и это загоняет в угол… мне бы хотелось музыкально проникнуть в этот мир».
Начиная с третьего студийного альбома Буш взяла на себя часть обязанностей по надзору за звукозаписью — традиционно мужской областью деятельности. Характерным примером были и её отношения со звукозаписывающим лейблом, который на своём опыте убедился, что на Буш нельзя было давить в отношении гастролей, рекламы и даже выбора, какой материал стоит выпускать первым. Такие отношения были почти неслыханными в популярной музыке, где все важные решения принимали менеджеры, а не исполнители. Звукозаписывающая компания пыталась бороться с творческой независимостью Буш. Когда артистка решила самостоятельно продюсировать The Dreaming, менеджеры лейбла ставили под сомнение её творческие возможности. Коммерческий успех Hounds of Love изменил баланс сил, и EMI больше не позволял себе делать такие высказывания. Большую роль в независимости Буш сыграла поддержка её семьи, в 1980 году открывшей компанию Novercia, занимавшуюся управлением её каталога, что позволило исполнительнице получить все авторские и издательские права на записи, а также рекламные материалы и информационные бюллетени.
В музыкальной индустрии 1980-х и начала 1990-х годов Кейт Буш была одной из редких альтернатив «девичьей поп-музыке». Исполнительница «открыла дорогу» в музыкальный бизнес для многих женщин-исполнительниц, не ограниченных гендерными рамками рока. В индастриале и авангардной музыке это были Кози Фанни Тутти из Throbbing Gristle, Даниэль Дакс, Роуз Макдауэлл и Ким Гордон. Под влиянием успеха Буш количество женщин-инструменталисток и вокалисток в таких жанрах, как альтернативный рок, шугейз, неофолк и нойз, возросло по всему миру. В конце 1980-х годов в схожей манере с Буш стала работать канадская певица Джейн Сиббери. Очевидной последовательницей Кейт Буш часто называли Тори Эймос в связи со схожестью развития их карьер.

## Список композиций
| №  | Название                                 | Длительность |
| -- | ---------------------------------------- | ------------ |
| 1. | «Running Up That Hill (A Deal with God)» | 5:03         |
| 2. | «Hounds of Love»                         | 3:02         |
| 3. | «The Big Sky»                            | 4:41         |
| 4. | «Mother Stands for Comfort»              | 3:07         |
| 5. | «Cloudbusting»                           | 5:10         |

| №   | Название                  | Длительность |
| --- | ------------------------- | ------------ |
| 6.  | «And Dream of Sheep»      | 2:45         |
| 7.  | «Under Ice»               | 2:21         |
| 8.  | «Waking the Witch»        | 4:18         |
| 9.  | «Watching You Without Me» | 4:06         |
| 10. | «Jig of Life»             | 4:04         |
| 11. | «Hello Earth»             | 6:13         |
| 12. | «The Morning Fog»         | 2:34         |

| №   | Название                                                                         | Длительность |
| --- | -------------------------------------------------------------------------------- | ------------ |
| 13. | «The Big Sky (Meteorogical Mix)»                                                 | 7:44         |
| 14. | «Running Up that Hill (12" Mix)»                                                 | 5:45         |
| 15. | «Be Kind to My Mistakes»                                                         | 3:00         |
| 16. | «Under the Ivy» (Би-сайд на 7-ми дюймовой грампластинке «Running Up that Hill»)  | 2:08         |
| 17. | «Burning Bridge» (Би-сайд на 7-ми дюймовой грампластинке «Cloudbusting»)         | 4:38         |
| 18. | «My Lagan Love» (Би-сайд на 7-ми и 12-ти дюймовых грампластинках «Cloudbusting») | 2:30         |

## Участники записи
В записи альбома принимали участие:
Музыканты
- Алан Мёрфи — гитара (1, 3, 8)
- Билл Уэлан[англ.] — аранжировка партий ирландских инструментов
- Брайан Бат — бэк-вокал (5), гитара (11)
- Джон Кардер Буш — бэк-вокал (5), декламация (10)
- Джон Уильямс — гитара (12)
- Джон Шихан[англ.] — вистл (6, 10), народная скрипка (10)
- Джонатан Уильямс — виолончель (2)
- Донал Ланни[англ.] — боуран (10), бузуки (6, 10, 11)
- Дэл Палмер[англ.] — бас-гитара (1, 10, 12), бэк-вокал (5), хлопки в ладоши (3), синтезированный бас Fairlight (8), программирование драм-машины LinnDrum
- Дэнни Томпсон — контрабас (9)
- Дэйв Лоусон[англ.] — аранжировка партий струнных инструментов (5)
- Кевин Макалеа[англ.] — синтезатор (8, 12)
- Кейт Буш — музыкальный продюсер, синтезатор Fairlight CMI, рояль, вокал
- Лиам О’Флинн[англ.] — ирландская волынка (10, 11)
- Мартин Гловер — бас-гитара (3)
- Майкл Беркли[англ.] — аранжировка хоровых партий (11)
- Майкл Кэймен — аранжировка оркестровых партий
- Моррис Перт[англ.] — перкуссия (3)
- Падди Буш — балалайка (1), бэк-вокал (5), диджериду (3, 10), горловое пение (7), скрипка (12), фуяра (12)
- «Секстет Медичи» — струнные инструменты (5)
- Стюарт Эллиотт — ударные (1, 2, 4, 5, 9, 10, 11)
- Чарли Морган — ударные (2, 3, 5, 8, 10), хлопки в ладоши (3)
- Эберхард Вебер — контрабас (4), бас-гитара (11)
- The Richard Hickox Singers под управлением Ричарда Хикокса — хор (11)

Звукозапись, сведение, мастеринг
- Билл Самервилль-Лардж — звукорежиссёр
- Брайан Тэнч — звукорежиссёр, сведение (1, 3, 5—12)
- Гайдн Бендалл[англ.] — звукорежиссёр
- Джеймс Гатри[англ.] — звукорежиссёр
- Джулиан Мендельсон[англ.] — сведение (2, 4)
- Джим Джонс — инженер звукозаписи
- Дэл Палмер — звукорежиссёр
- Найджел Уокер — звукорежиссёр
- Пирс Данн — ассистент звукорежиссёра
- Пол Хардиман[англ.] — звукорежиссёр
- Иэн Купер — мастеринг-инженер[англ.]

Оформление альбома
- Джон Кардер Буш — фотографии
- Клейтон Ховард[англ.] — макияж
- Энтони Якомин — причёска
- Bill Smith Studio — дизайн

## Чарты и сертификации
| Чарты (1985/86)                     | Высшая позиция |
| ----------------------------------- | -------------- |
| Австралия (Kent Music Report)       | 6              |
| Австрия (Ö3 Austria)                | 14             |
| Великобритания (UK Albums Chart)    | 1              |
| Германия (Media Control)            | 2              |
| Канада (RPM)                        | 7              |
| Нидерланды (Album Top 100)          | 1              |
| Новая Зеландия (RMNZ)               | 17             |
| Норвегия (VG-lista)                 | 12             |
| США (Billboard 200)                 | 30             |
| Финляндия (Suomen virallinen lista) | 4              |
| Франция (SNEP)                      | 9              |
| Швейцария (Schweizer Hitparade)     | 3              |
| Швеция (Sverigetopplistan)          | 9              |
| Япония (Oricon)                     | 36             |

| Чарты (2014)                     | Высшая позиция |
| -------------------------------- | -------------- |
| Великобритания (UK Albums Chart) | 9              |

| Чарты (2022/23)                        | Высшая позиция |
| -------------------------------------- | -------------- |
| Великобритания (UK Albums Chart)       | 80             |
| Венгрия (Mahasz)                       | 30             |
| Бельгия (Ultratop. Фландрия)           | 80             |
| Бельгия (Ultratop. Валлония)           | 181            |
| Дания (Hitlisten)                      | 9              |
| Ирландия (IRMA)                        | 75             |
| Канада (Canadian Albums Chart)         | 8              |
| Литва (AGATA)                          | 74             |
| США (Billboard 200)                    | 12             |
| США (Billboard Top Catalog Albums)     | 1              |
| США (Billboard Top Alternative Albums) | 1              |
| США (Billboard Top Rock Albums)        | 2              |
| Шотландия (Scottish Albums Chart)      | 55             |

| Чарты (1985)                     | Позиция |
| -------------------------------- | ------- |
| Австралия (Kent Music Report)    | 79      |
| Великобритания (UK Albums Chart) | 14      |
| Германия (Offizielle Top 100)    | 49      |
| Канада (RPM)                     | 32      |
| Нидерланды (Album Top 100)       | 12      |

| Чарты (1986)                     | Позиция |
| -------------------------------- | ------- |
| Великобритания (UK Albums Chart) | 47      |
| Германия (Offizielle Top 100)    | 39      |
| Европа (Music & Media)           | 36      |
| Канада (RPM)                     | 85      |
| Нидерланды (Album Top 100)       | 89      |

| Чарты (2022)                    | Позиция |
| ------------------------------- | ------- |
| США (Billboard 200)             | 187     |
| США (Billboard Top Rock Albums) | 33      |

| Регион                                                      | Сертификация  | Продажи  |
| ----------------------------------------------------------- | ------------- | -------- |
| Великобритания (BPI)                                        | 2× Платиновый | 600 000^ |
| Германия (BVMI)                                             | Платиновый    | 500 000^ |
| Канада (Music Canada)                                       | Платиновый    | 100 000^ |
| Нидерланды (NVPI)                                           | Золотой       | 50 000^  |
| Франция (SNEP)                                              | Золотой       | 100 000* |
| ^ Данные о тиражах приведены только на основе сертификации. |               |          |